# Expulsion des Allemands d'Europe de l'Est
L’expulsion des Allemands d'Europe de l'Est est le transfert forcé des populations allemandes (citoyens allemands résidant en Allemagne orientale nouvellement annexée par la Pologne et l'URSS, résidant comme expatriés en Europe de l'Est, et citoyens d'autres pays ethniquement allemands, dits Volksdeutsche, dont les citoyens de la Ville libre de Dantzig), vers l'Allemagne et l'Autriche actuelles. Ce mouvement de population commença au début de la Seconde Guerre mondiale dans le cadre du pacte germano-soviétique, mais s'amplifia surtout à sa fin. Les déplacements de populations à la fin de la guerre se répartissent en trois vagues qui se sont partiellement chevauchées. La première correspond à la fuite spontanée ou à l'évacuation plus ou moins organisée des populations effrayées par l'avancée de l'Armée rouge de la mi-1944 au début 1945. La seconde phase correspond à des expulsions locales, immédiatement après la défaite de la Wehrmacht. Des expulsions plus systématiques ont eu lieu après les accords de Potsdam signés le 2 août 1945 par Joseph Staline, Clement Attlee et Harry S. Truman pour éviter toute revendication territoriale future de l'Allemagne sur ses voisins orientaux.

Les expulsions eurent principalement lieu dans l'actuelle Pologne et en Tchécoslovaquie (Silésie, pourtour de la Bohême-Moravie : trois millions de Sudètes expulsés) mais touchèrent aussi la plupart des pays d'Europe centrale et orientale. Ces déplacements concernèrent entre douze et seize millions de personnes et coûtèrent la vie à environ deux millions d'entre elles. Ce fut l'un des grands transferts de populations de l'histoire contemporaine et le plus important parmi ceux qui eurent lieu à la fin de la guerre. Les expulsions étaient terminées au début des années 1950 et à ce moment il ne restait plus que 12 % des populations allemandes d'avant-guerre dans ces territoires. Mais l'exode s'est poursuivi ensuite individuellement. Cet événement mit fin au Drang nach Osten.

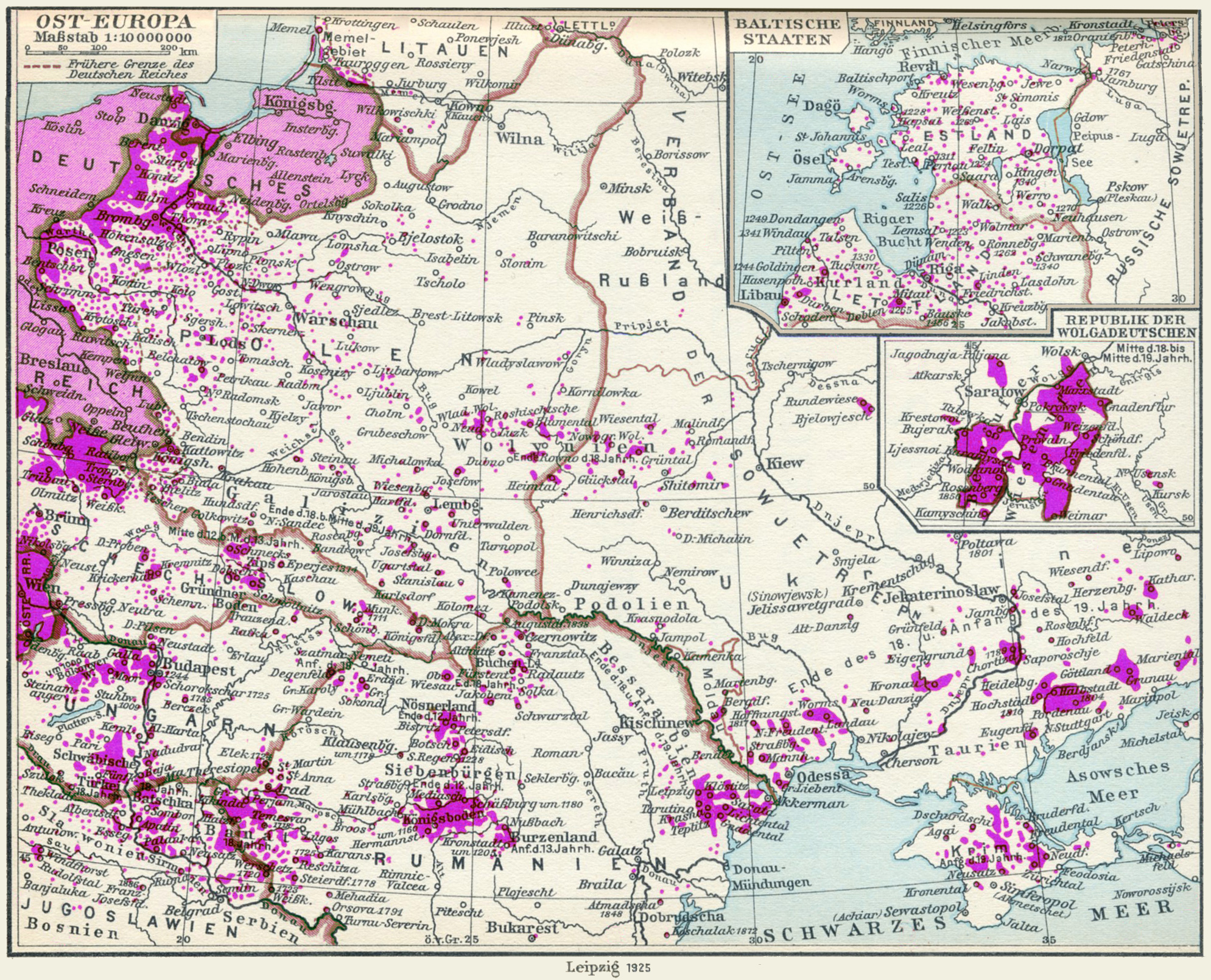
Zones peuplées par les germanophones en Europe centrale et orientale dans la première moitié du XXe siècle.

## Populations germanophones d'Europe de l'Est
Les migrations qui eurent lieu entre le Xe et XXe siècles ont mené à la création de zones de peuplement allemandes à l'est de l'Europe jusqu'en Russie. À partir du XVIe siècle, la Poméranie, la Prusse, la région des Sudètes, la Transylvanie, la Bessarabie, la Galicie, le Sud-Tyrol, la Carniole et la Basse-Styrie possédaient de nombreuses localités à majorité germanophone. À partir du XIXe siècle, de très nombreuses villes moyenne d'Europe centrale possédaient un quartier allemand[réf. nécessaire]. 
Au début du XXe siècle, il existait des populations allemandes jusque dans le Caucase et le long de la Volga. Après la Première Guerre mondiale, les pertes territoriales de l'Allemagne, la désintégration de l'Autriche-Hongrie et l'instauration du communisme en Union soviétique signifiaient que de nombreux Allemands se trouvaient en minorité dans de nouveaux États.

## Soutien des populations germanophones à l'invasion nazie
Dès le 19e siècle, les nationalistes allemands utilisèrent l'existence d'importantes minorités allemandes dans les pays voisins comme base pour leurs revendications territoriale. Relevant du pangermanisme, ce nationalisme revendiquait l'unification de toutes les personnes germanophones dans une même communauté, ces personnes étant censées constituer un peuple (Volksdeutsche) culturellement et racialement unifié. La propagande nazie contre la Tchécoslovaquie et la Pologne prétendait que les Allemands de ces territoires étaient persécutés. Lors de l'annexion par l'Allemagne nazie de la Tchécoslovaquie puis de la Pologne ainsi que d'autres nations européennes, certains membres des minorités germanophones non juives — c'est-à-dire les personnes assimilées par le régime nazi comme étant des membres du Volksdeutsch — aidèrent les forces d'invasion et l'occupation qui suivit. Ces actes provoquèrent l'inimitié des autres populations et furent ensuite utilisés pour justifier les expulsions de l'après-guerre.

### Pologne
À la suite de la Première Guerre mondiale, la Pologne a reçu des territoires précédemment situés dans l'Empire allemand, qui étaient devenus prussiens lors des partages de la Pologne. Lors du recensement de 1931, il y avait moins de 3 % d'Allemands dans la population totale de la Pologne. Cependant dans les territoires frontaliers du corridor de Dantzig, la proportion atteignait 20 %, et dans la Ville libre de Dantzig 96 % de ses citoyens étaient de langue maternelle allemande. Les activistes des groupes Deutscher Volksverband et Jungdeutsche Partei s'opposaient à toute forme de coexistence avec l'État polonais allant jusqu'à condamner les Allemands parlant polonais ou ayant des contacts avec la culture polonaise.
Les historiens estiment que 25 % des Allemands de Pologne appartenaient à des organisations qui soutenaient l'invasion allemande. Le Selbstschutz (auto-défense) et les organisations nationalistes allemandes créées en Pologne (Volksdeutscher Selbstschutz) prirent une part active aux actions (sabotage, etc.) qui visaient la population polonaise. Le Selbstschutz participa en particulier à l'élimination de l'élite polonaise dans le cadre de l'opération Tannenberg qui fit près de 60 000 morts. Cette organisation aurait compté jusqu'à 80 000 militants soit 10 % des Allemands polonais.

### Roumanie
Jusqu'en octobre 1940, la Roumanie, gouvernée de manière autoritaire depuis 1938 par le roi pro-allié Carol II, et dont les Alliés ont garanti les frontières le 13 mai 1939, est en état de quasi-guerre civile avec le mouvement d'extrême droite de la « Garde de fer » dont le fondateur, Corneliu Codreanu, est arrêté, emprisonné et exécuté. De la minorité des Roumains de langue maternelle allemande, forte de 750 000 personnes, émerge une filiale locale du parti nazi, menée par Andreas Schmidt, leader nazi (Volksgruppenführer) engagé dans la Waffen-SS, qui, après l'abdication du roi Carol II en octobre 1940, demande et obtient du « Pétain roumain » (comme s'auto-proclamait lui-même le maréchal Antonescu alors devenu chef d'État), que les Allemands de Roumanie deviennent ressortissants du Reich et ne soient pas mobilisés dans l'armée roumaine mais enrôlés dans la Wehrmacht qui venait d'occuper le pays. Certains rejoignirent la 31e SS-Freiwilligen-Grenadier-Division. Les Allemands de Roumanie ont eu des attitudes divergentes politiquement : parmi les mineurs du Haut-Jiu et les bûcherons de Transylvanie et de Bucovine, de tradition socialiste, certains refusèrent et rejoignirent la résistance contre le régime fasciste, mais la plupart des Allemands obéirent aux accords entre le Troisième Reich et la Roumanie, qui entre alors dans l'Axe.

La région des Sudètes (zones en noir) peuplée par des populations allemandes en Bohême-Moravie au début du XXe siècle.

### Tchécoslovaquie
Les populations allemandes de Tchécoslovaquie se trouvaient principalement dans la région des Sudètes à la frontière avec l'Allemagne. Ces Tchécoslovaques de langue maternelle allemande habitaient la région depuis le Moyen Âge et représentaient un quart de la population totale, plus que les Slovaques. La région des Sudètes était également la principale zone industrielle du pays. D'après la constitution de 1920, les droits de la minorité allemande et sa culture étaient protégés. L'opposition entre les Allemands et les Tchèques est latente tout au long des années 1920. Cependant, pour des raisons de sécurité, les territoires frontaliers furent expropriés et les soldats tchèques furent stationnés dans des zones uniquement habitées par des Sudètes. De plus, les Allemands souffrirent plus de la Grande Dépression du fait de la dépendance de leur économie à celle de l'Allemagne.
Les sentiments nationalistes jouèrent un rôle important dans la politique des Sudètes durant les premières années de la République et les partis allemands pratiquaient couramment l'obstruction parlementaire. En 1926, le chancelier allemand Gustav Stresemann conseilla aux Sudètes de coopérer avec le gouvernement de Prague. Par conséquent, la plupart des partis acceptèrent de participer à la vie politique et ses représentants acceptèrent d'entrer au gouvernement. En 1929, seul un petit nombre de députés des Sudètes restait dans l'opposition, la plupart membres du Parti nazi des Sudètes.
Le 1er octobre 1933, Konrad Henlein créa une nouvelle organisation politique, le Front patriotique des Sudètes qui déclarait sa loyauté à l'État tchécoslovaque mais souhaitait une large décentralisation. Il absorba la plupart des partis nationalistes dont le parti nazi. En 1935, il devint le Parti allemand des Sudètes (Sudetendeutsche Partei, SdP) et commença une campagne de propagande active. Aux élections de mai, il reçut 60 % des suffrages allemands aux dépens des chrétiens-sociaux et des sociaux-démocrates qui perdirent la moitié de leurs représentants.
Le SdP devint le pivot des forces nationalistes. Le parti se présentait comme œuvrant pour un règlement équitable des revendications allemandes des Sudètes, dans le cadre de la démocratie tchécoslovaque. Heilein maintint cependant des contacts secrets avec l'Allemagne nazie et reçut une aide financière de Berlin. Le SdP souscrit à l'idée d'un führer et adopta les méthodes nazies avec des bannières, des slogans et des partisans en uniforme. Les concessions offertes par le gouvernement comme une plus grande décentralisation et la participation du SdP au gouvernement furent refusées. En 1937, la plupart des dirigeants du SdP soutenaient les objectifs pangermanistes d'Hitler.

## Transferts de population entre l'Allemagne nazie et l'Union soviétique

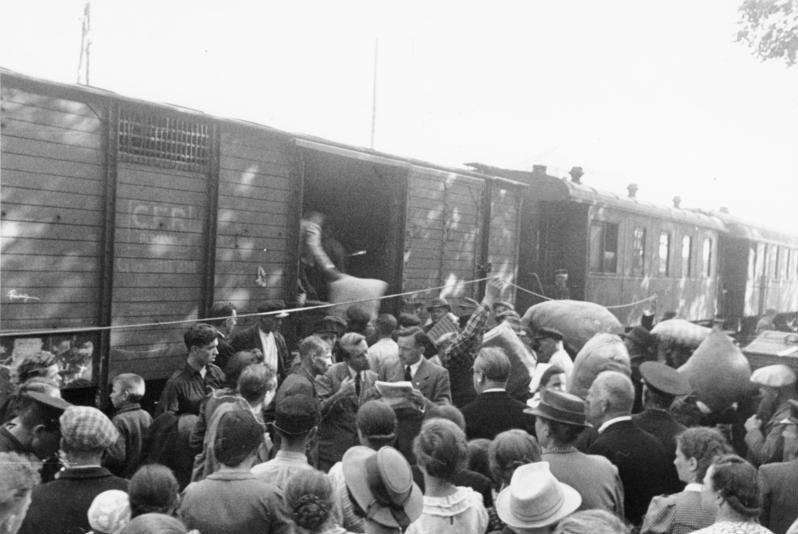
L'évacuation des Allemands de Bessarabie en août 1940, conformément au pacte Hitler-Staline, après l'annexion de la Bessarabie par l'URSS.

Les populations allemandes habitant les territoires occupés par l'Union soviétique en 1939-1940 à la suite du Pacte germano-soviétique comme la Bessarabie ou les Pays baltes furent transférées en Allemagne et en Pologne occupée. La majorité des Germano-Baltes fut transférée avant l'occupation soviétique des États baltes. Ces Volksdeutsche furent réinstallés en Pologne dans des territoires dont les populations polonaises avaient été expulsées.

## Évacuation et fuite
Lors de la Seconde Guerre mondiale, des populations allemandes furent installées sur les territoires de l'est dans le cadre du Lebensraum. Cependant les défaites successives de la Wehrmacht ont amené l'Armée rouge aux portes de l'Allemagne. Les plans d'évacuation des populations allemandes des territoires d'Europe de l'Est furent préparés par les autorités nazies à la fin de la Seconde Guerre mondiale. Cependant, dans de nombreuses zones, l'évacuation fut retardée jusqu'au dernier moment, lorsqu'il fut trop tard pour la réaliser de manière ordonnée. Le gros des évacuations commença en janvier 1945 lorsque les troupes soviétiques approchèrent de la Pologne occupée.

### Politiques d'évacuation allemandes
Les plans d'évacuation avaient été préparés par les autorités nazies mais beaucoup furent retardés jusqu'à ce que l'Armée rouge entre dans ces territoires ou furent tout simplement annulés par les autorités nazies. En dépit des avancées rapides de l'armée soviétique, les autorités allemandes interdisaient souvent aux habitants de quitter leur domicile sans permis ou raison officielle valide. Des millions d'Allemands furent donc bloqués dans ces zones du fait des mesures draconiennes prises par les nazis pour lutter contre les attitudes « défaitistes » (comme suggérer l'évacuation) et du fanatisme des fonctionnaires appliquant à la lettre les ordres interdisant la retraite. Lorsque les autorités permirent aux populations d'évacuer, il n'y avait généralement plus de moyens de transport et les gens devaient fuir à pied. Dans le cadre des marches de la mort, des dizaines de milliers de déportés de camps de concentration et de prisonniers de guerre durent également évacuer dans des conditions inhumaines.

### Crimes de l'Armée rouge et propagande nazie
Pour un article plus général, voir Crimes de guerre de l'Armée rouge pendant la Seconde Guerre mondiale.

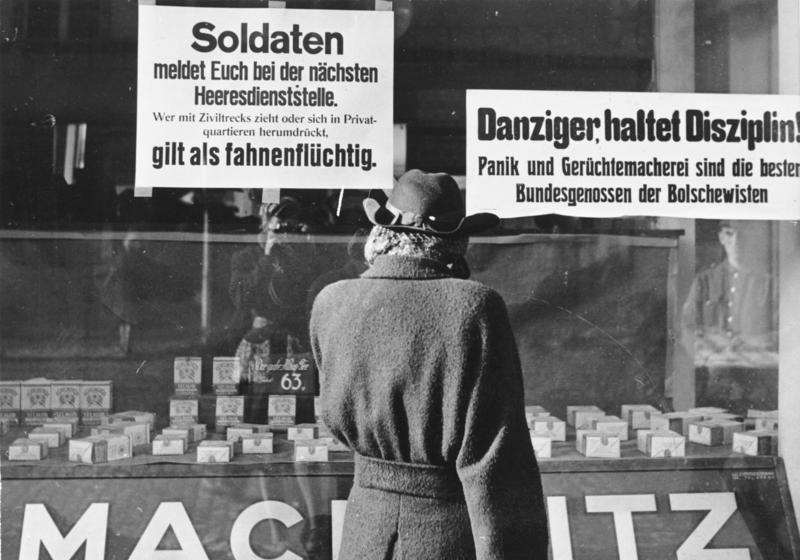
Affiches posées dans les rues de Dantzig en février 1945, avertissant les soldats que s'enfuir avec les civils serait considéré comme de la désertion.

Lors de leur avancée, les soldats de l'Armée rouge commirent de nombreux crimes dont des viols, des meurtres et des pillages. La propagande soviétique (Ilya Ehrenbourg) encourageait une attitude violente et vengeresse à l'encontre des Allemands du fait que le Front de l'Est avait causé la mort de plus de 26 millions de Soviétiques dont plus de 10 millions étaient des civils victimes des crimes de guerre nazis en Union soviétique. Les officiers comme Lev Kopelev qui s'opposèrent à ces exactions furent condamnés au Goulag pour « manque de combativité » et « scrupules bourgeois ».
De son côté, la propagande nazie publiait largement les descriptions des atrocités soviétiques, comme le massacre de Nemmersdorf, pour donner aux soldats des raisons de continuer le combat, et écarter toute envie de reddition. Cependant, cela provoqua la panique de milliers de civils qui fuirent vers l'ouest en 1945 à la recherche de territoires plus sûrs à l'intérieur de l'Allemagne. Dans cette panique, des Allemands choisirent le suicide, comme les 900 civils de la ville poméranienne de Demmin (sur une population de 16 000 à 17 000 habitants). Les civils qui fuyaient étaient souvent victimes d'atrocités lorsqu'ils étaient rattrapés par l'Armée rouge mais pouvaient aussi l'être, pour « défaitisme », de la part des unités SS ou de la Gestapo dont ces civils gênaient la retraite.

### Russie
Les Allemands de la mer Noire furent les premiers évacués en 1943, vers la Grande-Pologne et l'Allemagne.

### Roumanie
La fuite vers l'Ouest des Allemands de Roumanie commence le 24 août 1944 lorsque la Roumanie déclara la guerre à l'Axe. Les décrets émis en septembre 1944 par le gouvernement Allié de Constantin Sănătescu considèrent les ressortissants du Reich civils ou militaires, nés en Roumanie ou non, comme des ennemis à interner ou traiter en prisonniers de guerre, leur cas devant être éclairci ultérieurement, mais l'Armée rouge exigea que tous les Allemands de Roumanie sous uniforme allemand lui soient livrés, ce qui fut fait : la plupart (dont le leader nazi Andreas Schmidt) finirent leurs jours au Goulag. Simultanément, les forces soviétiques commencèrent l'expulsion de leurs familles, malgré les protestations du gouvernement roumain qui argua que ces expulsions handicapaient l'économie, sans pour autant s'y opposer. De toute manière, après le coup d'état communiste du 6 mars 1945, le nouveau gouvernement roumain approuva toutes les exigences soviétiques et 213 000 Allemands de Roumanie furent expulsés sous divers motifs, le plus fréquent étant celui de « collusion avec le fascisme ».

### Slovaquie
Entre 70 000 et 120 000 Allemands furent évacués pendant l'hiver 1944-1945.

### Prusse-Orientale

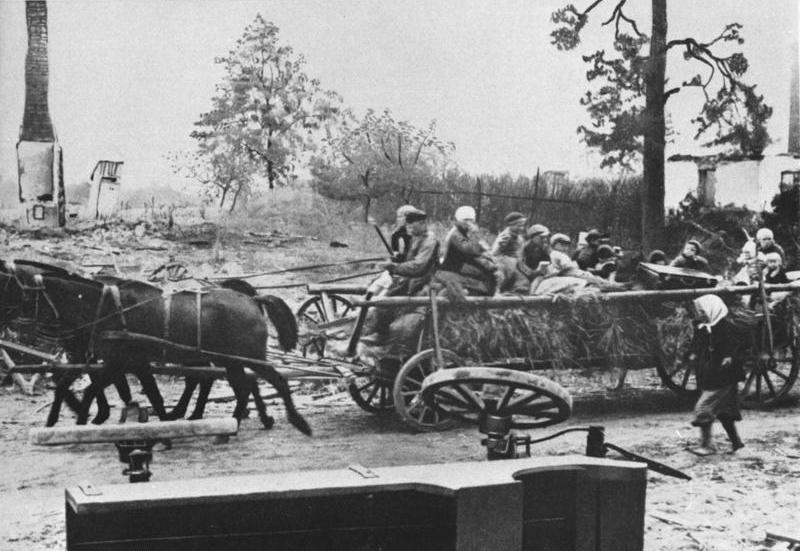
Réfugiés de Prusse-Orientale, 1945

La Prusse-Orientale était un territoire allemand séparé du reste de l'Allemagne par le corridor de Dantzig dont la population avait choisi à une écrasante majorité de rester sous contrôle allemand et non polonais. À la suite de l'occupation de la Pologne, le reichsgau de Prusse-Orientale acquit des territoires purement polonais jusqu'à Varsovie.
L'évacuation de la Prusse-Orientale eut lieu entre le 20 janvier et mars 1945. Cette évacuation qui avait été retardée pendant de longs mois, fut initiée à la suite des avancées de l'Armée rouge dans le cadre de la campagne de Prusse-Orientale. Elle concernait les civils mais également les industries et le bétail.
Initialement, le Gauleiter de Prusse-Orientale, Erich Koch refusa l'évacuation de civils (jusqu'au 20 janvier 1945) et ordonna l'exécution de tous ceux qui voulait fuir sans autorisation. Toute tentative de préparation de l'évacuation faite par les civils était considérée comme une action défaitiste visant à saper le moral des troupes. Cela n'empêcha pas Koch et d'autres dignitaires nazis d'être parmi les premiers à fuir l'avancée soviétique. Cependant, des millions de réfugiés s'enfuirent durant l'hiver 1945. Ces réfugiés étaient principalement des femmes et des enfants qui faisaient route vers l'Allemagne de l'Ouest jugée plus sûre. Comme tous les véhicules à moteur avaient été réquisitionnés par la Wehrmacht, les réfugiés utilisaient des chariots pour transporter leurs biens. Lorsque l'Armée rouge atteignit la mer Baltique à Elbing le 23 janvier, elle coupa la route terrestre entre la Prusse-Orientale et le reste de l'Allemagne. Le seul moyen de s'échapper était de traverser la lagune de la Vistule gelée pour rejoindre les ports Dantzig et Gdingen et être évacué par mer dans le cadre de l'opération Hannibal. Mélangés aux troupes allemandes se repliant et ne disposant d'aucun camouflage, les réfugiés étaient constamment bombardés par l'aviation soviétique et la glace cédait souvent sous le poids des chariots.

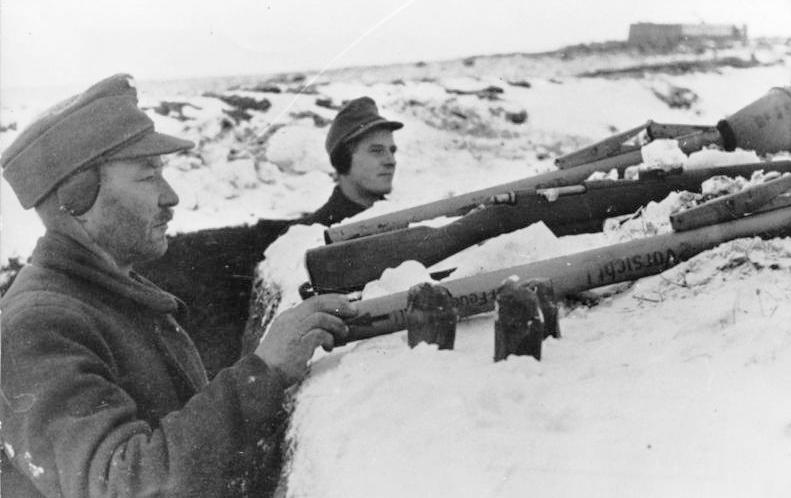
Volkssturm à Königsberg, Prusse-Orientale, en janvier 1945

Tous les hommes compris entre 16 et 60 ans furent incorporés dans les unités de Volkssturm. Sans armement lourd et souvent sans entraînement militaire, ces unités étaient envoyées à l'abattoir face aux troupes soviétiques. Malgré les risques qu'ils encouraient, le « défaitisme » étant puni de mort, de nombreux membres de ces formations désertèrent pour tenter de survivre. Les trains de réfugiés étaient également bondés et les très basses températures firent de nombreuses victimes. Le dernier train de réfugiés quitta Königsberg le 22 janvier 1945. De nombreuses embarcations quittèrent simultanément Pillau et Gotenhafen vers Swinemünde.
L'écrivain militaire Antony Beevor écrivit dans Berlin the Downfall :

« Martin Bormann, le Reichsleiter du parti nazi, dont les Gauleiters avaient pour la plupart stoppé l'évacuation des civils jusqu'à ce qu'il fût trop tard, ne mentionna jamais dans ses carnets ceux qui s'enfuirent paniqués des régions orientales. L'incompétence avec laquelle la crise des réfugiés fut gérée est effrayante même si dans le cas de la hiérarchie nazie, il est souvent difficile de dire où finit l'irresponsabilité et où commence l'inhumanité. »

#### Opération Hannibal

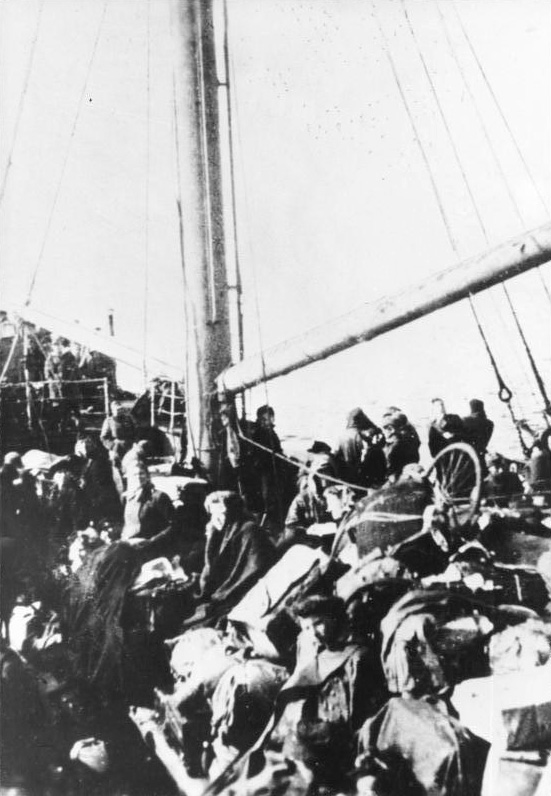
Réfugiés sur un navire près de Pillau

L'opération Hannibal fut une opération militaire lancée le 21 janvier 1945 sur les ordres de l'amiral Karl Dönitz, destinée à rapatrier les troupes et les civils de Prusse-Orientale. Le flux de réfugiés transforma l'opération en l'une des plus grandes opérations d'évacuation d'urgence par mer de l'histoire. Durant 15 semaines, plus de 900 000 civils et 350 000 soldats furent transférés à travers la mer Baltique à destination de l'Allemagne et du Danemark. Plusieurs centaines de navires de toutes tailles furent utilisés dont les plus grandes unités navales de la Kriegsmarine. Cette évacuation fut l'une des réussites les plus significatives de la flotte de guerre allemande.
Les plus grands désastres maritimes civils de cette période eurent lieu lors de cette opération. Le paquebot Wilhelm Gustloff fut touché par trois torpilles tirées par le sous-marin soviétique S-13 commandé par Alexandre Marinesko dans la nuit du 30 janvier 1945 et coula en moins de 45 minutes. Le nombre de morts varie selon les sources de 5 300 à 7 000, ou 7 400 voire 9 400. Les 949 survivants furent secourus par des navires de la Kriegsmarine menés par le croiseur Admiral Hipper. Le 14 février, le Steuben fut coulé par le même sous-marin alors qu'il quittait le port de Pillau. Près de 2 000 passagers moururent. Le Goya coulé le 16 avril emporta 6 000 passagers.

#### Königsberg
Le 24 janvier 1945, le troisième front biélorusse mené par le général Tcherniakhovski encercla la capitale de la Prusse-Orientale, Königsberg. La Troisième Armée de Panzer et environ 200 000 civils furent piégés dans la ville. Le général Georg-Hans Reinhardt, commandant du Groupe d'armées Centre avertit Hitler de la menace soviétique mais le Führer refusa d'ordonner le repli. Du fait de l'avancée rapide du deuxième front biélorusse de Constantin Rokossovski, les autorités allemandes de Königsberg décidèrent d'envoyer des trains remplis de réfugiés vers Allenstein sans savoir que la ville était déjà prise par les Soviétiques.
Durant l'assaut soviétique, le cordon littoral de la presqu'île de la Vistule devint la dernière voie d'évacuation vers l'ouest. Cependant, les civils qui tentaient de s'échapper par le cordon étaient souvent interceptés et tués par les patrouilles soviétiques. Environ 2 000 civils quittaient la ville chaque jour pour rejoindre la ville déjà bondée de Pillau. L'assaut final commença le 2 avril avec un bombardement de la ville. La route terrestre vers Pillau fut une nouvelle fois endommagée et de nombreux civils furent tués. La garnison allemande se rendit finalement le 9 avril et Beevor écrivit « les viols des femmes et des jeunes filles eurent lieu de manière incontrôlée dans la ville en ruine ».
Finalement, seuls 800 000 des 2 490 000 habitants d'avant-guerre restèrent en Prusse-Orientale.

### Poméranie
L'évacuation de la Poméranie, également retardée, fut compliquée par l'afflux massif des réfugiés de Prusse-Orientale. À la fin de février 1945, le parti nazi ordonna la suspension de l'évacuation. Les routes d'évacuations furent donc rapidement bloquées par les forces soviétiques. La ville de Kolberg, le principal port de la poche fut déclaré « forteresse » et devint la principale base d'évacuation maritime de Poméranie orientale. Les Allemands évacués étaient transférés en Allemagne à l'ouest de l'Oder ou au Danemark, où des camps d'internement furent mis en place par les Danois après la guerre. Près de 2,2 millions de personnes furent évacués par cette voie

### Silésie

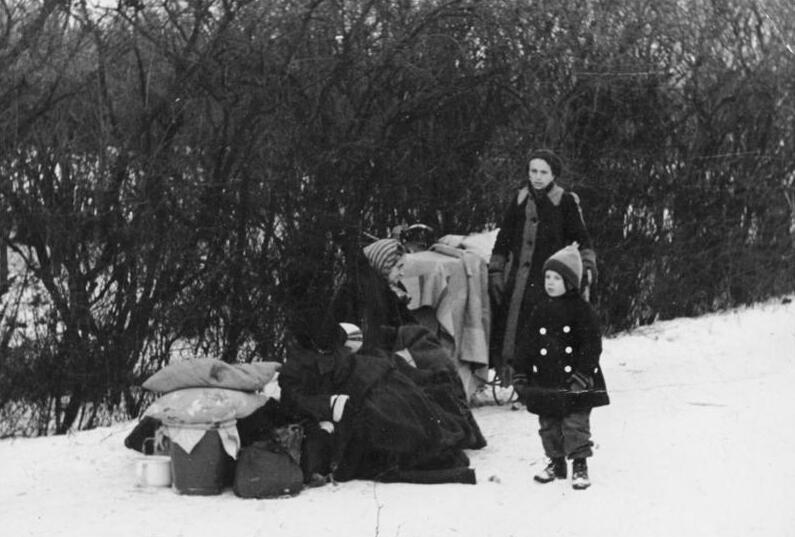
Réfugiés de Haute-Silésie, janvier 1945

L'évacuation des 4,7 millions d'habitants de Silésie commença le 19 janvier 1945. Les premiers ordres concernaient les personnes âgées, les femmes et les enfants de Haute-Silésie.
Une grande partie de la population de Basse-Silésie fut évacuée en traversant l'Oder vers la Saxe ou la Bohême. Cependant, de nombreux Silésiens ignorèrent les ordres d'évacuation, croyant que leur connaissance du polonais et leur origine polonaise pourraient leur épargner les horreurs craintes par les Allemands.
En février 1945, l'Armée rouge approcha de la ville de Breslau. Le Gauleiter Karl Hanke déclara que la ville serait défendue jusqu'au dernier homme et par conséquent l'évacuation fut stoppée. Lorsqu'il autorisa la reprise des évacuations, il était presque trop tard et durant les évacuations mal organisées du début mars 1945, 18 000 personnes moururent de froid.
Au total, entre 6 et 8.35 millions d'Allemands ont fui ou furent évacués des zones à l'est de la ligne Oder-Neisse avant que l'Armée rouge ne prenne le contrôle de la région. De nombreux réfugiés tentèrent de retourner chez eux après la fin des combats. Au 1er juin 1945, 400 000 d'entre eux avaient franchi l'Oder et la Neisse vers l'est avant que les autorités communistes ne ferment la frontière ; 800 000 autres retournèrent en Silésie depuis la Tchécoslovaquie.

## Expulsions suivant la fin de la guerre

### Préludes
La contribution décisive de l'URSS à la victoire des Alliés après Stalingrad permit au gouvernement soviétique de poser, en préalable à toute négociation des frontières en Europe de l'Est, le maintien de ses acquis du pacte germano-soviétique, posant ainsi la question des frontières polonaises et celle du devenir des minorités dans les nouveaux territoires. Staline considérait que « le problème des nationalités est un problème de transport » ; Roosevelt, sur les instances de son conseiller Harry Hopkins, s'aligna sur cette position et Churchill déclara en 1944 à la Chambre des communes que « l'expulsion est la méthode qui, d'après ce que nous en savons, sera la plus satisfaisante et durable. Il n'y aura plus de mélange de population causant des troubles sans fin… Nous devons faire table rase. Je ne m'inquiète pas pour ces transferts qui sont parfaitement possibles dans les conditions actuelles ».
La conférence de Yalta entérina les décisions des Alliés, progressivement définies durant les conférences inter-alliées précédentes : la rivière Oder deviendrait la nouvelle frontière occidentale de la Pologne et des transferts de population vers l'ouest devaient éviter de futurs différends frontaliers. Restaient à débattre les questions de savoir si la frontière devait suivre la Neisse de Glatz ou la Neisse de Görlitz, si Stettin resterait allemande ou deviendrait polonaise, et si les Polonais annexeraient la Prusse-Orientale avec Königsberg. Finalement, la conférence de Potsdam choisit la Neisse de Görlitz, donna Stettin à la Pologne et Königsberg à l'URSS pour y disposer d'un port où la Marine soviétique ne serait jamais bloquée par les glaces, formant l'oblast de Kaliningrad, russe depuis. Le gouvernement polonais communiste désignait ces zones comme « territoires recouvrés » (Ziemie Odzyskane) car ils avaient déjà été polonais au Haut Moyen-Âge. Ainsi, la Pologne reçut 112 000 km2 de l'Allemagne et céda à l'Union soviétique 187 000 km2 de son territoire de 1939. Bien qu'elle ait été un pays Allié de la première à la dernière heure de la guerre, la Pologne en sortit diminuée de 74 321 km2 (une superficie équivalente à celle du Benelux).

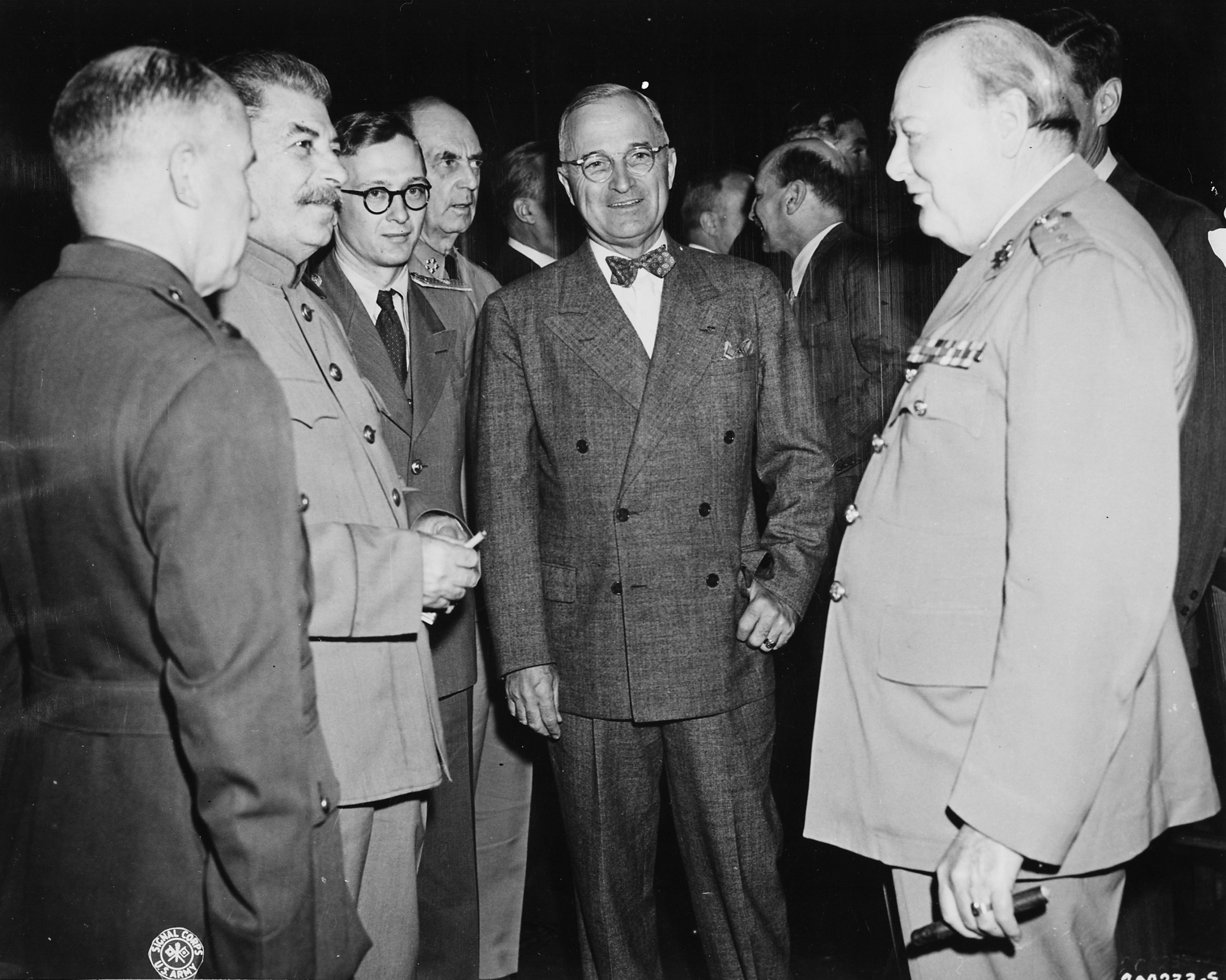
Conférence de Potsdam: Joseph Staline (à gauche), Harry S. Truman (au centre), Winston Churchill (à droite)

Les Alliés s'accordèrent également sur l'occupation conjointe de l'Allemagne et l'expulsion des Allemands de Pologne, de Tchécoslovaquie et de Hongrie vers l'Allemagne dans les accords de Potsdam,. L'article XII de l'accord concerne les expulsions et il y est écrit :

« Les trois gouvernements, après avoir considéré la question sous tous les aspects, reconnaissent que le transfert vers l'Allemagne des populations allemandes restantes en Pologne, en Tchécoslovaquie et en Hongrie doit être entrepris. Ils s'accordent sur le fait que ces transferts devront se faire de manière ordonnée et humaine,. »

L'accord appelait également une répartition égale des réfugiés entre les zones d'occupation américaine, britannique, française et soviétique formant l'Allemagne d'après-guerre.
Les expulsions qui eurent lieu avant que les Alliés ne s'accordent sur les détails à Potsdam, sont appelées expulsions « sauvages » (allemand : wilde Vertreibungen). Elles furent conduites par les autorités civiles et militaires soviétiques occupant la Pologne et la Tchécoslovaquie durant le printemps et l'été 1945,. La déclaration de Potsdam demandait à ces pays de cesser temporairement les expulsions. Si les expulsions de Tchécoslovaquie ralentirent, ce ne fut pas le cas pour la Pologne et les anciens territoires allemands. Sir Geoffrey Harrison, un des rédacteurs de l'article XII, déclara que « l'objectif de cet article n'était pas d'encourager ou de légaliser les expulsions mais plutôt de fournir une base pour discuter avec les États « expulseurs » et leur demander de coordonner les transferts avec les puissances occupant l'Allemagne »,.

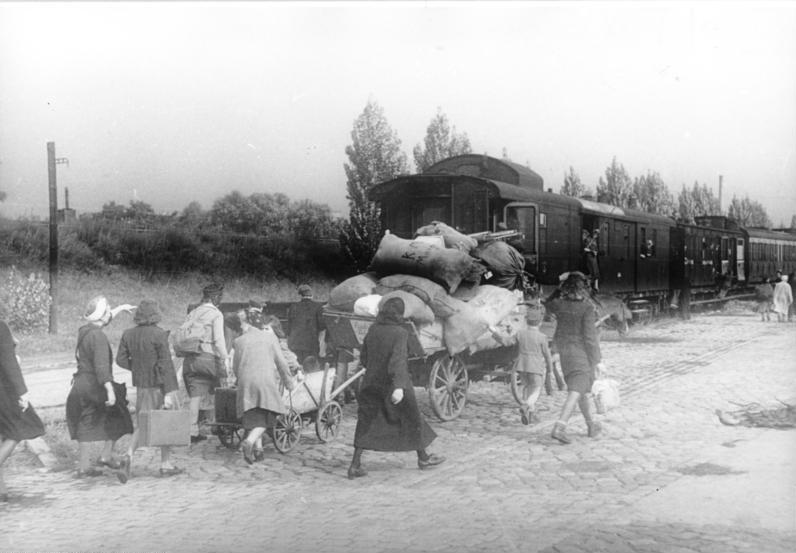
Expulsés allemands à la gare de marchandises de Berlin-Pankow, 1946

Après Potsdam, une série d'expulsions d'Allemands eut lieu dans les pays occupés par l'URSS conformément à l'Ordre 7161. Les propriétés et les biens ayant appartenu à l'Allemagne ou aux Allemands furent confisqués et transférés en Union soviétique, nationalisés ou redistribués aux habitants. De toutes les migrations forcées d'après-guerre, la plus importante fut l'expulsion des Allemands d'Europe de l'Est et du centre. Les zones d'expulsion étaient la Tchécoslovaquie (en particulier la région des Sudètes) et les territoires cédés à la Pologne jusqu'à la ligne Oder-Neisse.
Les expulsions d'autres nationalités eurent lieu en même temps que celles des Allemands. De même que pour les Allemands, la Pologne expulsa 482 000 des 622 000 Ukrainiens vivant en Pologne dans le cadre de l'opération Vistule. La Lituanie et l'Ukraine expulsèrent à la fois les Allemands et les Polonais. En Tchécoslovaquie, durant l'ocysta, une fraction de la minorité hongroise, celle qui fut condamnée pour « fascisme et sédition », fut expulsée de Slovaquie. En Yougoslavie, les Allemands et les Italiens furent tués et expulsés sur directives de Josip Broz Tito.

### Tchécoslovaquie
Avant l'annexion de la région des Sudètes par l'Allemagne nazie, la majorité des habitants de ces régions était allemande, soit 22 % de la population tchécoslovaque. En 1945, environ 3 000 000 d'Allemands vivaient encore en Tchécoslovaquie,.
Les demandes d'expulsion de ces populations furent adoptées par le gouvernement provisoire tchécoslovaque alors en exil, avec des nuances : opposants au nazisme et couples mixtes en étaient exclus. Toutefois entre 700 000 et 800 000 Allemands furent touchés, dans le contexte de l'épuration antinazie d'après-guerre, par les « expulsions sauvages », effectuées sans base juridique par l'armée et des milices populaires entre mai et août 1945,. Ces expulsions furent tolérées et même encouragées par le gouvernement tchécoslovaque. Des civils sont morts pendant ces expulsions comme lors du massacre d'Ústí ou de la marche forcée de Brno. Les estimations concernant le nombre de morts varient de 10 000 à 250 000 personnes. En 1995, une commission germano-tchèque a révisé les estimations antérieures et estima qu'il y avait eu entre 15 000 et 30 000 victimes. Ces chiffres incluent les lynchages de l'épuration, les suicides, les personnes mortes de faim ou de maladie, les morts des camps de travail communistes et les morts naturelles.
Les « expulsions légales », en accord avec les décisions de Potsdam eurent lieu entre janvier et octobre 1946, fondées juridiquement sur les décrets Beneš. Plus de deux millions d'Allemands furent alors expulsés vers l'Allemagne. Environ 250 000 opposants au nazisme et spécialistes non-nazis nécessaires au fonctionnement de l'économie, furent autorisés à rester en Tchécoslovaquie : leur descendance actuelle est évaluée à au moins 500 000 personnes ; ainsi, les présidents Václav Klaus et Miloš Zeman et l'ancien premier ministre Jan Fischer de la Tchéquie et le second président de la Slovaquie, Rudolf Schuster ont des noms de famille allemands. Les Allemands ayant une épouse tchèque furent expulsés avec elle, tandis que les femmes allemandes ayant un mari tchèque furent autorisées à rester.

### Hongrie

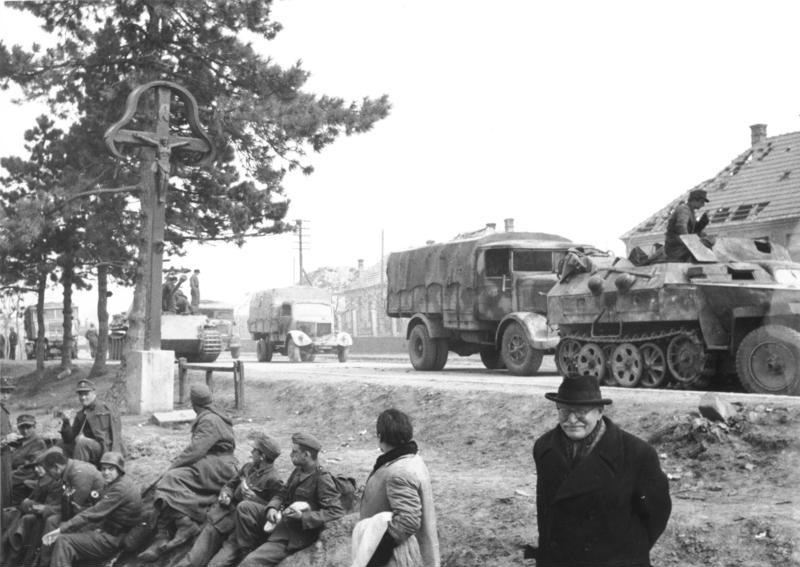
Retraite de la Wehrmacht en Hongrie, mars 1945

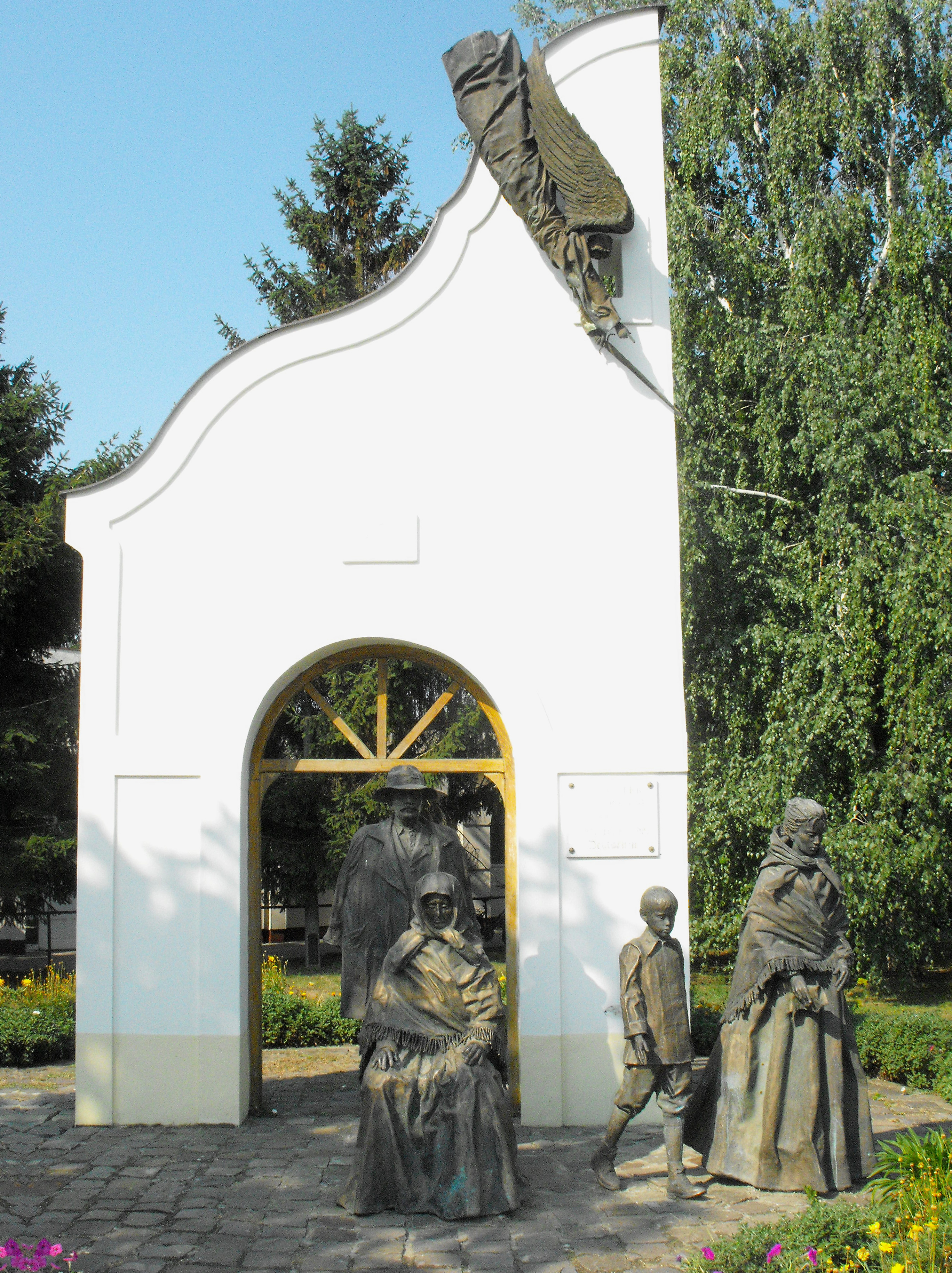
Monument des Allemands expulsés à Elek, Hongrie

L'expulsion des Allemands de Hongrie fut ordonnée par le commandant en chef soviétique et commença dès le 22 décembre 1944. Environ 3 % de la population allemande d'avant-guerre (soit 20 000 personnes) avaient déjà été évacués. Ces personnes furent emmenées en Autriche mais beaucoup revinrent au printemps. En tout, environ 60 000 Allemands avaient fui. En janvier 1945, 32 000 d'entre elles furent arrêtées et envoyées en Union soviétique comme travailleurs forcés en particulier dans le Donbass. Beaucoup y moururent des suites des mauvais traitements et de la pénibilité du travail. En tout entre 100 000 et 170 000 Allemands furent envoyés en Union soviétique.
En 1945, les documents officiels hongrois faisaient état de 477 000 Allemands en Hongrie dont 303 000 avaient déclaré posséder la nationalité allemande. Parmi ces derniers, 33 % étaient des enfants de moins de 12 ans et des personnes âgées de plus de 60 ans, 51 % étaient des femmes.
Le 29 décembre 1945, le Parti communiste hongrois, alors au gouvernement, ordonna l'expulsion de quiconque s'était déclaré allemand au recensement de 1941 ou avait été membre de la SS ou de toute autre organisation militaire allemande. La population rurale fut plus touchée que la population urbaine du fait des besoins en travailleurs qualifiés,. Les Allemands, hommes et femmes, qui s'étaient mariés à des Hongrois ne furent pas expulsés. Environ 180 000 Hongrois de langue allemande furent privés de leur citoyenneté, de toutes leurs possessions et furent expulsés vers l'ouest de l'Allemagne. La plupart des réfugiés trouvèrent refuge dans la province de Bade-Wurtemberg, mais également en Bavière et en Hesse. 38 000 autres furent transférés dans l'est de l'Allemagne. D'autres sources indiquent qu'entre 1945 et 1950, 150 000 Allemands furent expulsés en Allemagne de l'Ouest, 103 000 en Autriche et aucun en Allemagne de l'Est. Contrairement à ce qui se passa dans la plupart des autres pays, il y eut de nombreuses manifestations de soutien à la minorité allemande. La récupération des terres pour les redistribuer aux réfugiés hongrois était l'une des raisons de l'expulsion des Allemands et la mauvaise gestion de cette redistribution fut la source de nombreuses tensions sociales.
À la fin des expulsions, environ 200 000 Allemands restaient en Hongrie (Overy parle de 270 000), mais lors du recensement de 1949, seules 22 445 personnes se déclarèrent comme tels. Un décret du 15 juin 1948 mit fin aux expulsions et un autre du 25 mars 1950 déclara que les ordres d'expulsion étaient annulés, autorisant les expulsés à revenir s'ils le souhaitaient, sans toutefois leur rendre leurs biens. Après la chute du communisme, les victimes des expulsions et des travaux forcés en Union soviétique furent réhabilités. Les lois publiées depuis autorisent les expulsés à réclamer des compensations. Il n'y a aucune tension entre les deux pays concernant les expulsés.

### Pays-Bas
Après la guerre, le gouvernement néerlandais décida d'expulser les 25 000 expatriés allemands vivant sur son sol. Les Allemands, même mariés avec des Néerlandais et ayant des enfants furent considérés comme « sujets hostiles » (néerlandais : vijandelijke onderdanen). L'opération, qui portait le nom de code Tulipe Noire, commença le 10 septembre 1946 à Amsterdam lorsque les Allemands et leur famille furent arrêtés au milieu de la nuit et autorisés à n'emporter que 50 kg de bagages et 100 florins. Le reste de leurs possessions fut saisi par l'État. Ils furent emmenés dans des camps à la frontière allemande dont le plus grand était celui de Mariënbosch près de Nimègue. Au total, environ 3 700 Allemands furent expulsés, soit 15 % des Allemands des Pays-Bas. Les forces alliées occupant l'Allemagne de l'Ouest étaient opposées à ce transfert car elles estimaient que la situation économique de l'Allemagne ne lui permettait pas d'accueillir d'autres réfugiés. L'opération prit fin en 1948 et les Allemands ne furent plus considérés comme des ennemis d'État.

### Pologne et anciens territoires allemands
La Pologne est sans doute le pays qui a le plus souffert de l'occupation allemande. Près de 16 % des Polonais sont morts et l'importante communauté juive de Pologne a été annihilée. L'objectif de long terme des Allemands était la destruction du peuple polonais et de sa culture pour permettre l'installation de colons allemands.
Cependant l'avancée de l'Armée rouge en 1944 met fin à ce projet. En 1945, les anciens territoires allemands de l'est (la Silésie, la Poméranie, le Neumark et la Prusse-Orientale) ainsi que les territoires polonais annexés par l'Allemagne comme les Reichsgau Danzig-Westpreußen et Wartheland furent occupés par l'Armée rouge et l'armée polonaise.
Les premiers départs sont ceux de civils fuyant l'avancée de l'Armée Rouge au cours de l'hiver 1944-1945 dans la crainte de massacres. De 2 à 3 millions d'Allemands se seraient réfugiés dans l'est et le centre de l'Allemagne au début de l'occupation soviétique. Ces départs spontanés entrecoupés de quelques retours furent suivis d'expulsions réalisées par les autorités polonaises sans attendre que les décisions de la conférence de Potsdam sur leur sort. Les Polonais souhaitaient avant tout expulser ces populations pour créer une Pologne ethniquement homogène : « Nous devons expulser tous les Allemands car les nations sont construites sur des lignes nationales et non multinationales »,, Près de 1,1 million d'Allemands dont l'ascendance slave avait été vérifiée ne furent pas expulsés. Néanmoins, la plupart choisirent de rejoindre l'Allemagne au cours des années 1950.

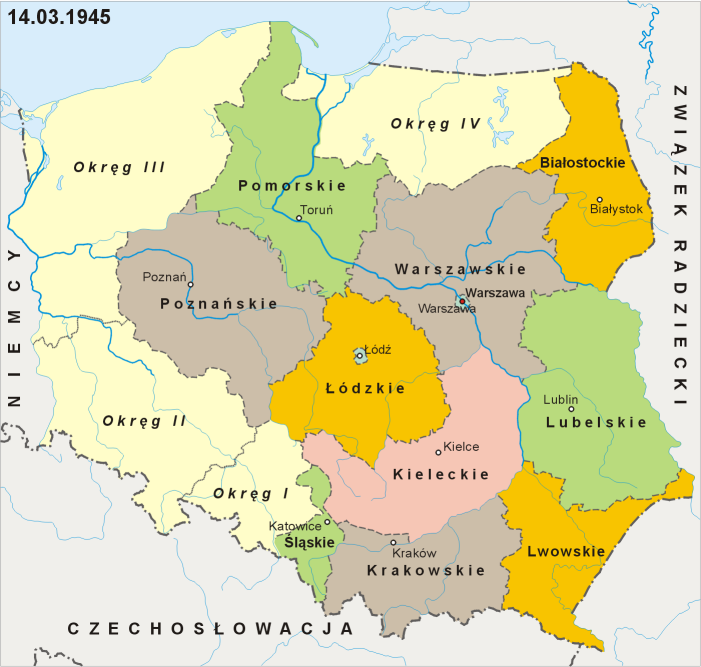
Organisation prévue des nouveaux territoires (en jaune, « Okreg I à IV ») en mars 1945.

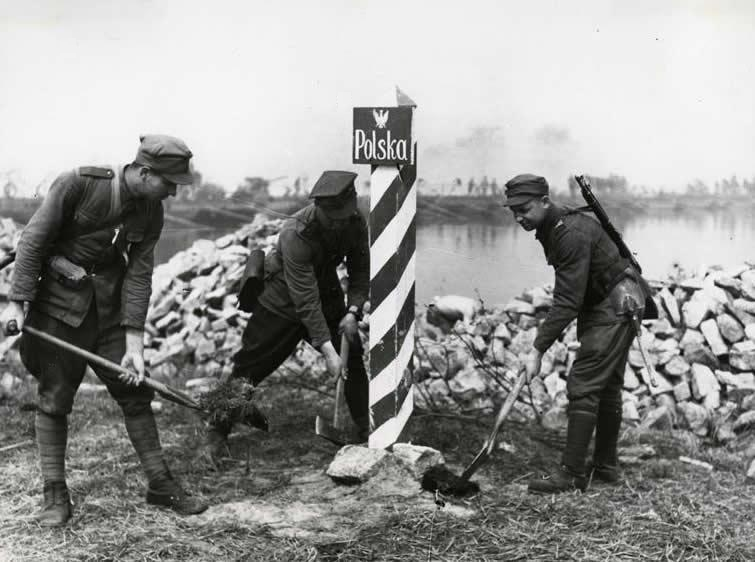
Poste frontière polonais sur la ligne Oder-Neisse en 1945.

À la conférence de Potsdam, les territoires à l'est de la ligne Oder-Neisse furent officiellement cédés à la Pologne. Toutes les propriétés allemandes furent confisquées. Le gouverneur de Silésie, Aleksander Zawadzki expropria tous les Allemands par décret du 26 janvier et émit le 6 mai un autre décret selon lequel toute possession « abandonnée » appartenait au gouvernement polonais. De plus, les Allemands ne furent pas autorisés à posséder de la monnaie polonaise autre que celle issue de leur salaire. Les Allemands restants étaient de facto privés de tous leurs droits et durent faire face aux pillages, aux vols et dans certains cas à des viols et des meurtres de la part de la milice polonaise, ces actes n'étaient pas sanctionnés par la justice polonaise.
L'estimation du nombre d'Allemands expulsés au printemps 1945 par l'armée et des milices commettant de multiples abus varient de 200 000 à 200 000[Quoi ?]. L'évacuation fut poursuivie jusqu'en 1946 avec moins de brutalité. Cependant, contrairement aux Ukrainiens transférés à la même période de Pologne à l'Ukraine soviétique et aux Polonais déplacés dans l'autre sens, les Allemands ne partirent pas sur la base du volontariat et n'eurent pas le droit d'emporter leurs biens.
De nombreux Allemands furent employés comme travailleurs forcés dans des camps de travail administrés par les autorités communistes comme ceux dirigés par Salomon Morel et Czesław Gęborski. Ces camps comprenaient d'anciens camps de concentration et d'extermination nazis comme ceux de Zgoda et de Jaworzno, anciennes annexes d'Auschwitz ou celui de Lambinowice. À côté de ces camps principaux, il existait une multitude de camps plus petits ou des prisons. Certains Allemands jugés indispensables à l'économie polonaise ne furent libérés qu'au début des années 1950. D'après Reichling, sur 520 000 Allemands transférés en Union soviétiques comme travailleurs forcés, 185 000 moururent.
L'attitude des civils polonais, dont beaucoup avaient souffert de l'occupation allemande associée au fait que les Allemands avaient expulsé plus d'un million de Polonais des zones annexées, variait considérablement. Certains se livrèrent au pillage, au lynchage ou au meurtre contre les Allemands. D'un autre côté, les cas où les Allemands étaient déguisés en Polonais par d'autres Polonais pour leur éviter des représailles n'étaient pas rares. De plus, dans la région d'Oppeln en Haute-Silésie, les citoyens se déclarant polonais étaient autorisés à rester. En fait, certains ne se considéraient pas comme allemands. Leur statut de minorité leur fut accordé en 1955, en même temps que les aides gouvernementales pour l'éducation ou l'économie. L'attitude des soldats soviétiques était aussi très variable. Beaucoup commirent des atrocités dont des viols et des meurtres et ne faisaient pas toujours la distinction entre les Allemands et les Polonais, les maltraitant de la même façon. D'autres soldats se révoltaient contre les exactions et tentaient de les protéger.
Tomasz Kamusella (en) fait état de 7 millions d'expulsés issus des nouveaux territoires polonais lors des expulsions « sauvages » et « légales » entre 1945 et 1948 plus 700 000 de la Pologne d'avant-guerre. Overy cite des totaux approximatifs des évacués, des personnes ayant fui ou expulsés entre 1944 et 1950 : de Prusse-Orientale : 1,4 million en Allemagne de l'Ouest, 600 000 en Allemagne de l'Est ; de Prusse-Occidentale : 230 000 en Allemagne de l'Ouest, 61 000 en Allemagne de l'Est ; des anciens territoires allemands dont la Silésie, la Poméranie et le Neumark : 3,2 millions en Allemagne de l'Ouest, 2 millions en Allemagne de l'Est.

### Roumanie
Après la guerre, au début de la période communiste, il restait dans le pays 400 000 Allemands sur les 800 000 d'avant-guerre, disposant d'écoles, journaux et théâtres dans leur langue, contrôlés bien sûr par le PC mais autorisés à tisser des liens culturels avec l'Allemagne de l'Est. Néanmoins, c'est vers l'Allemagne de l'Ouest que 210 000 d'entre eux demandèrent à émigrer durant cette période, quitte à payer des taxes au gouvernement roumain au prorata des études effectuées. Le mouvement d'émigration connut un pic après la Libération de 1989 (chute de la dictature communiste) de sorte qu'en 2002, il restait 60 000 Allemands sur les 179 000 d'avant 1990,.

### Union soviétique

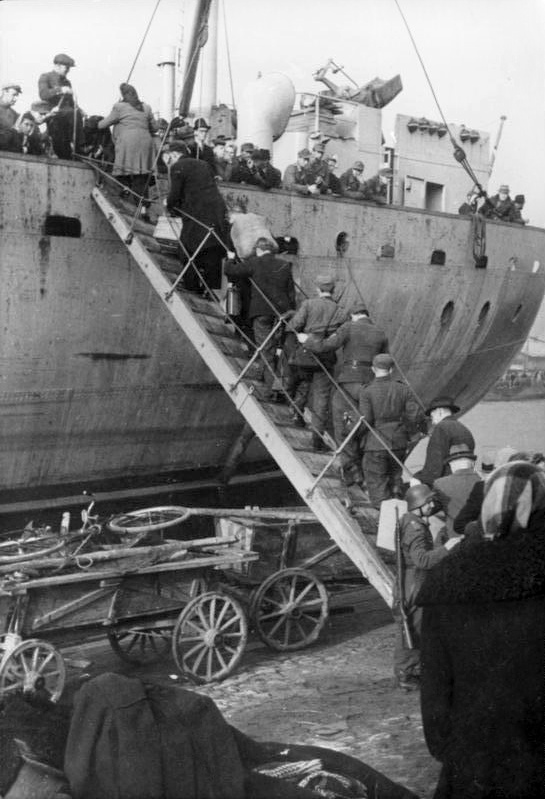
Évacuation des civils et des troupes allemandes de Courlande, octobre 1944

Les Allemands habitant les territoires envahis par l'Union soviétique à la suite du Pacte germano-soviétique furent réinstallés dans les territoires de la Grande Allemagne comme le Wartheland. Certains d'entre eux retournèrent dans leurs anciennes habitations à la suite de l'invasion de l'URSS et furent utilisés pour établir un lien entre les autorités nazies et les populations locales.
Après l'attaque allemande, Staline décida en septembre d'organiser l'expulsion des Allemands considérés comme une population potentiellement hostile. Les 400 000 Allemands de la Volga et environ 80 000 autres de zones différentes furent transférés en Sibérie, au Kirghizistan et au Kazakhstan où ils durent rester après la guerre,. Beaucoup d'entre eux moururent lors des transferts. Les plus aptes furent condamnés aux travaux forcés.
Les Allemands restés en Union soviétique malgré les transferts et dont les territoires furent libérés par l'avancée allemande furent autorisées à rester sur place et y restèrent jusqu'à la retraite de la Wehrmacht en 1943. Ils furent alors relogés en Silésie ou en Pologne. Entre 250 000 et 320 000 avaient rejoint l'Allemagne à la fin 1944. À leur arrivée, ils furent placés dans des camps et « évalués racialement » par les autorités nazies qui envoyèrent ceux « racialement corrects » en Pologne et ceux « de valeur raciale discutable » furent envoyés en Allemagne. Lorsque l'Armée rouge s'empara de ces zones en 1945, 200 000 Allemands de Russie n'avaient pas encore été évacués par les autorités allemandes toujours occupées par leurs « évaluations raciales ». Ils furent considérés par les Soviétiques comme citoyens soviétiques et transférés dans des camps spéciaux en Union soviétique. 80 000 d'entre eux qui se trouvaient dans la zone libérée par les Alliés occidentaux furent transférés en Union soviétique conformément aux accords. Le taux de décès durant ces transferts avoisinait les 25 %. Les « implantations allemandes » étaient sous le contrôle direct du commissaire aux affaires internes et leurs habitants durent réaliser des travaux forcés jusqu'en 1955. À ce moment, les 1,5 million d'Allemands en Union soviétique étaient en détention. Ils furent libérés après la mort de Staline par un décret d'amnistie du 13 septembre 1955 et les actes d'accusations concernant la collaboration avec les nazis furent révoqués. Leurs anciennes possessions ne leur furent cependant pas rendues,.

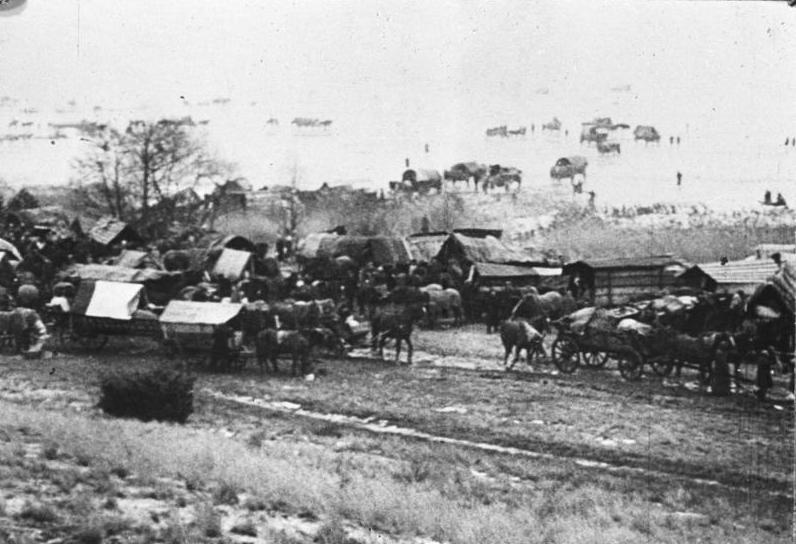
Colonne de réfugiés, lagune de Courlande, Nord de la Prusse-Orientale, mars 1945

La région de Königsberg fut annexée par l'Union soviétique et rattachée à la RSFS de Russie. Le territoire de Memel annexé par l'Allemagne fut transféré à la RSS de Lituanie. De nombreux Allemands avaient fui ou avaient été évacués lors de l'opération Hannibal. À la fin de la guerre, la plupart des Allemands restant furent expulsés et remplacés par des Russes et des familles de militaires. En juin 1946, 114 070 Allemands et 41 029 citoyens soviétiques étaient enregistrés comme vivant dans l'oblast de Kaliningrad mais de nombreux Allemands ne furent pas enregistrés. Cependant entre juin 1945 et 1947, environ 500 000 Allemands furent expulsés. Entre le 24 août et le 26 octobre 1948, 21 convois ont rapatrié 42 094 Allemands de l'oblast de Kaliningrad vers la zone d'occupation soviétique en Allemagne. Des milliers d'enfants allemands furent abandonnés ou rendus orphelins lors de l'hiver 1945. Nombre d'entre eux, plus tard surnommés enfants-loups (Wolfskinder), émigrent à la recherche de nourriture vers la Lituanie voisine, où ils sont contraints d'abandonner leur identité allemande. Près de 600 000 citoyens soviétiques s'installèrent dans l'oblast entre 1945 et 1947.

### Yougoslavie
Après la Seconde Guerre mondiale, la majorité des 500 000 locuteurs allemands en Yougoslavie furent chassés vers l'Autriche et l'Allemagne de l'Ouest. Après 1950, grâce à la loi sur les personnes déplacées de 1948, ils purent émigrer aux États-Unis. Du fait du soutien de certains d'entre eux aux nazis et en particulier de leur engagement dans la 7e division SS de volontaires de montagne Prinz Eugen, tous les Allemands souffrirent de persécutions. Beaucoup d'entre eux subirent des représailles de la part des populations locales et des partisans qui avaient également souffert durant l'occupation et la guerre de résistance et furent envoyés dans des camps de concentration.
À la fin 1944, les Soviétiques envoyèrent entre 27 000 et 30 000 Allemands dans le Donbass, dont 90 % de femmes, pour du travail forcé ; 16 % y sont morts.
En Slovénie, la population allemande était concentrée en Basse-Styrie, plus précisément à Maribor, Celje et dans la région autour de Apače. En 1931, le nombre total d'Allemands en Slovénie était de 28 000. En avril 1941, le sud de la Slovénie fut occupé par les Italiens. Au printemps 1942, les Allemands du sud de la Slovénie furent transférés en Styrie rattachée à l'Allemagne d'où 50 000 Slovènes furent expulsés. Lorsque les forces allemandes se replièrent devant l'avance des partisans yougoslaves, la plupart des Allemands s'enfuirent à cause de la peur des représailles. En mai 1945, seuls quelques Allemands restaient sur place principalement en Styrie. Le Front de libération du peuple slovène expulsa la plupart des Allemands après la prise de contrôle de la région.
Le gouvernement nationalisa leurs possessions sur la « décision de transfert des propriétés ennemies vers l'État, sur l'administration étatique des biens des personnes absentes et sur la séquestration des possessions saisies de force par les autorités d’« occupation » du 21 novembre 1944 par le conseil anti-fasciste pour la libération du peuple yougoslave ».
Après mars 1945, les Allemands furent placés dans des prétendus « camps villages ». Des camps séparés existaient pour ceux capables de travailler et les autres. Dans ces camps où se trouvaient principalement des vieillards et des enfants, la mortalité pouvait atteindre 50 %. La plupart des enfants de moins de 14 ans fut pris en charge par des institutions étatiques mais l'usage de l'allemand était interdit. Ces enfants furent par la suite confiés à des familles yougoslaves et les recherches menées par les parents dans les années 1950 ne furent pas toutes couronnées de succès.
La situation s'améliora en 1947, lorsque la torture fut officiellement interdite, et les gardiens du rang des partisans remplacés par les soldats de l'armée régulière. Les autorités des camps se montrèrent également plus tolérantes vis-à-vis des internés arrêtés lors des tentatives de fuite. Les prisonniers purent également bénéficier de l'aide provenant de la Croix-Rouge, du Vatican, du gouvernement français et d'autres organisations caritatives.
Le système de camps fut arrêté en mars 1948. 48 447 personnes sont mortes dans ces camps, 7 199 furent abattus par des partisans et 1 994 furent envoyés dans des camps soviétiques. Les Allemands restants encore considérés comme citoyens yougoslaves furent employés dans l'industrie mais pouvaient se libérer de la nationalité yougoslave pour l'équivalent de trois mois de salaire. En 1950, 150 000 d'entre eux partirent pour l'Allemagne, 150 000 autres vers l'Autriche, 10 000 vers les États-Unis et 3 000 vers la France. Il restait 82 000 Allemands en Yougoslavie en 1950.

## Démographie

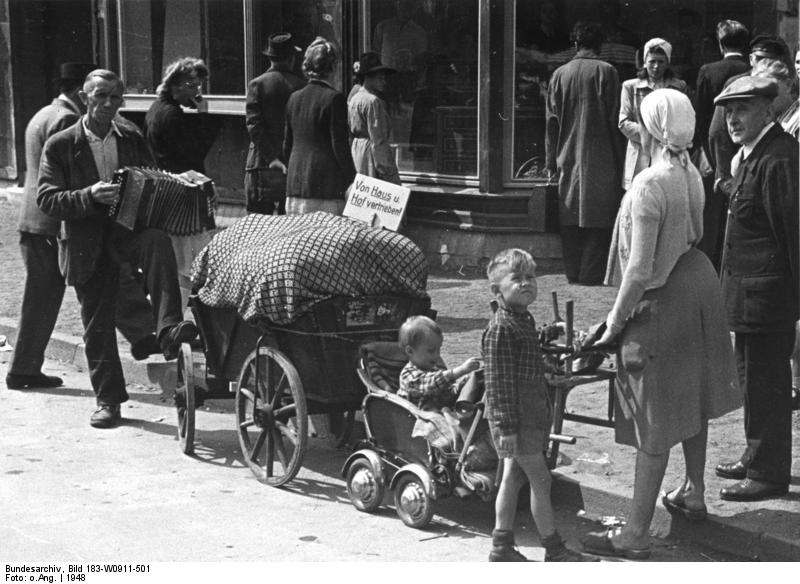
Réfugiés d'origine allemande dans le Nord-Ouest de l'Allemagne

Durant la période 1944-1950, environ 14 millions d'Allemands, ont fui, furent évacués ou expulsés par les actions de la Wehrmacht, de l'Armée rouge ou des milices et par les actions des gouvernements d'Europe de l'Est. Selon Rudolph Joseph Rummel, ce nombre se monte probablement à 15 millions. Entre 1944 et 1948, au moins 12 millions d'Allemands furent expulsés, la plupart d'entre eux le furent des anciens territoires polonais et de Tchécoslovaquie. Environ 3 millions d'Allemands restèrent dans les zones d'expulsions mais beaucoup émigrèrent pendant la guerre froide. Les territoires que les Allemands quittèrent furent graduellement repeuplés par les populations des nouveaux États dont beaucoup avaient été expulsés de territoires plus à l'est.

### Allemagne de l'après-guerre et Autriche

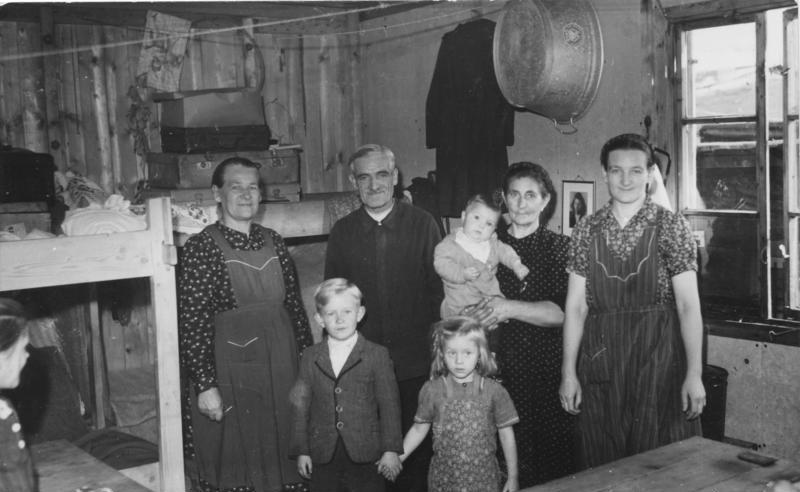
Camp de réfugiés en Bavière, 1945

Le 29 octobre 1946, l'Allemagne occupée accueillait déjà 9,5 millions de réfugiés et d'expulsés : 3,6 millions dans la zone britannique, 3,1 millions dans la zone américaine, 2,7 millions dans la zone soviétique, 100 000 à Berlin et 60 000 dans la zone française.
Ces nombres augmentèrent par la suite avec l'arrivée de 2 millions d'expulsés. L'Allemagne de l'Ouest comptait 7,9 millions de réfugiés en 1950, soit 16,3 % de la population,. Ce nombre atteignait 4,4 millions (24,2 % de la population) en Allemagne de l'Est,. 500 000 autres réfugiés trouvèrent refuge en Autriche et dans d'autres pays.

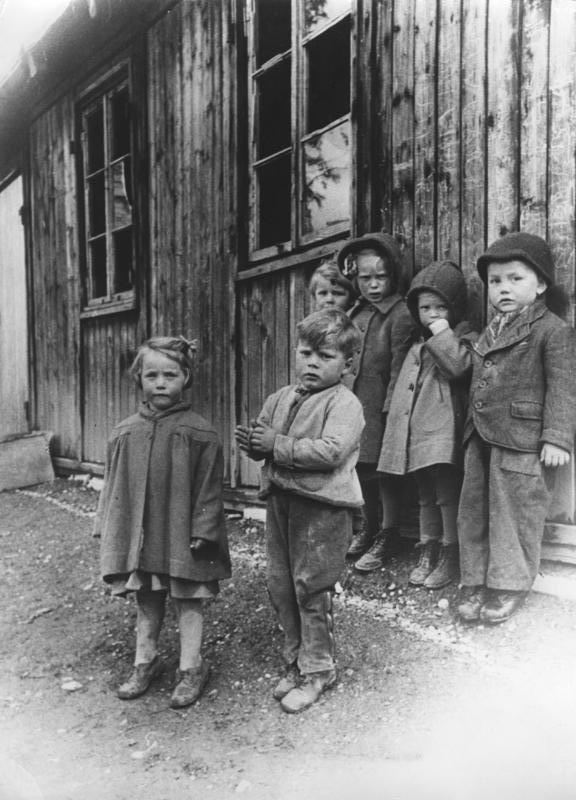
Enfants allemands dans un camp de réfugiés en Allemagne de l'Ouest en 1945.

Grâce à cet afflux de réfugiés (Heimatvertriebene en allemand), la population au sein de l'Allemagne avait augmenté d'environ 16 %, soit 12,5 millions de personnes. En 1950, l'Allemagne comptait 68 377 000 habitants, chiffre quasiment équivalent à celui de 1939, pour un territoire qui s'était réduit d'un quart par rapport à ses limites de 1937. Ainsi, malgré les pertes dues à la guerre et aux exactions du Troisième Reich, ce relatif équilibre démographique entre 1939 et 1950 s'explique par le retour en Allemagne à la fin du conflit de populations d'origine allemande, expulsées des divers pays d'Europe de l'Est dans lesquels elles vivaient avant la guerre, et par le fort taux de natalité en Allemagne sous le régime nazi (qui avait adopté des mesures politiques natalistes).
Après la guerre, la zone ouest de la nouvelle frontière orientale de l'Allemagne était bondée de réfugiés, certains vivant dans des camps, d'autres étant à la recherche de proches ou simplement perdus. Par ailleurs, rapidement, de nombreux réfugiés quittèrent l'Allemagne de l'Est (sous contrôle soviétique) pour l'Allemagne de l'Ouest. Ainsi, près d'un million de réfugiés émigrèrent entre 1949, année de la création des deux États allemands, et 1961, année de la fermeture de la frontière interallemande.

### Pertes
Le nombre de civils allemands morts varie de 500 000, à un maximum de 3,2 millions. Bien que les statistiques officielles allemandes aient rapporté pendant des décennies le chiffre de 2,2 millions de morts liées aux expulsions, des études plus récentes ont ramené ce chiffre à une fourchette de 500 000 à 1,1 million de décès. Les chiffres les plus élevés incluent généralement tous les civils morts pendant la guerre, en lien ou non avec l'expulsion ou avec l'exode dû à la panique provoquée par la propagande aussi bien allemande que soviétique, promettant aux Allemands souffrances et mort en rétorsion des crimes nazis.
Le nombre de morts reste un sujet de débat et de tension. Voici une compilation de différentes études sur le nombre de morts liées aux expulsions, aux évacuations et à la fuite des Allemands d'Europe de l'Est.
| Année     | Estimation        | Source                                                          | Référence | Commentaires |
| --------- | ----------------- | --------------------------------------------------------------- | --- | --- |
| 1950      | 3 000 000         | Gouvernement ouest-allemand                                     | | Il s'agit d'une première estimation des pertes mais n'est pas considérée comme valable. |
| 1953      | 3 140 000         | Gotthold Rhode                                                  | | La première tentative de chiffrage des pertes fut réalisée par le spécialiste allemand Gotthold Rhode qui estima les pertes militaires et civiles et les disparus dans les zones d'expulsions à 3 140 000. Cette estimation n'est plus considérée comme valable. |
| 1954–1961 | 2 300 000         | Commission Schieder                                             | Dokumentation der Vertreibung der Deutschen aus Ost-Mitteleuropa | Détail par pays : Pologne, 2 000 000 ; Tchécoslovaquie, 225 600 ; Yougoslavie : 69 000 ; Roumanie : 20 000 ; Hongrie : 11 000C Cette étude fut supplantée par l'étude démographique du gouvernement allemand de 1958.                                            |
| 1958      | 2 225 000         | Statistisches Bundesamt Office Fédéral allemand de Statistiques | Die deutschen Vertreibungsverluste, 1939–50 (Pertes allemandes dues aux expulsions, 1939–50) Bureau des statistiques fédéral allemand.                                                                | C'est le rapport officiel du gouvernement allemand. N'inclut pas les Allemands-soviétiques. |
| 1965      | 2 379 000-473 000 | Service de recherche de personnes des églises allemandes        | Gesamterhebung zur Klärung des Schicksals der deutschen Bevölkerung in den Vertreibungsgebieten, (Compilation générale sur le destin des populations allemandes des zones d'expulsions), Munich, 1965 | Le rapport fait état de 473 000 morts confirmées et de 1 906 000 disparus |
| 1974      | 600 000           | Archives fédérales allemandes                                   | Vertreibung und Vertreibungsverbrechen, 1945-1948 : Bericht des Bundesarchivs vom 28. Mai 1974 : Archivalien und ausgewählte Erlebnisberichte                                                         | Le rapport inclut uniquement les décès confirmés et provoqués par des actes de violence et exclut les pertes dues à la famine et aux maladies |
| 1982      | 2 800 000         | Heinz Nawratil                                                  | Schwarzbuch der Vertreibung 1945 bis 1948 (Le livre noir des expulsions de 1945 à 1948) (Universitas Verlag, Munich, 9e édition 2001, p. 75)                                                          | D'après Martin Broszat, ce chiffre n'est pas fiable car il inclut les pertes militaires et civiles. |
| 1995      | 2 020 000         | Gerhard Reichling                                               | « Die deutschen Vertriebenen in Zahlen » (Les Expulsés allemands en chiffres), Teil 1, Bonn 1995, Tabelle 7, page 36                                                                                  | Ce rapport a reçu l'approbation du gouvernement. Il inclut les pertes dues aux travaux forcés en Union soviétique et les 310 000 Allemands-soviétiques non inclus dans le rapport de 1958.                                                                       |
| 2006      | 500 000 à 600 000 | Ingo Haar                                                       | | Chiffres du service de recherche de l'Église allemande et des archives allemandes mentionnées plus haut. |

## Conditions des expulsés dans l'Allemagne d'après-guerre

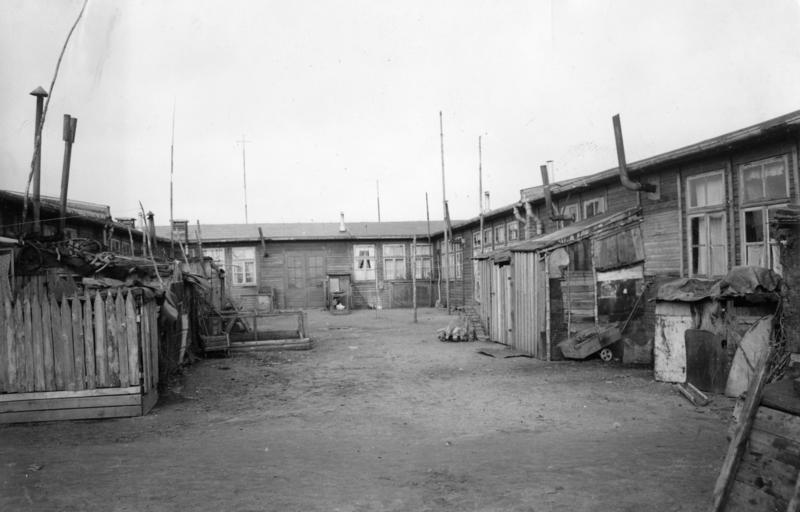
Ancien camp pour les réfugiés à Eckernförde, photographie prise en 1951.

Ceux qui arrivaient étaient en mauvais état, particulièrement durant le dur hiver 1945-1946 lorsque les trains transportaient les « morts et les mourants dans chaque wagon (d'autres morts avaient été jetés du train le long du trajet) ». Après avoir subi les atrocités de l'Armée rouge, les expulsés durent subir les représailles des populations locales de Pologne, de Tchécoslovaquie et de Yougoslavie. Les lynchages, les viols et les meurtres accompagnaient souvent les expulsions,. Des Allemands furent massacrés comme à Ústí ou enfermés dans des camps particulièrement rudes. En plus de ces atrocités, les expulsés souffraient de la faim, de la soif, des maladies, de la séparation de leurs proches, de la perte de leurs droits et parfois de travaux forcés. Les traumatismes psychiques étaient nombreux et en particulier chez les enfants.
Une fois arrivés, ils découvraient un pays ravagé par la guerre. Le manque de logements dura jusque dans les années 1960, ce qui associé aux autres pénuries mena à des conflits avec les populations locales,. La situation s'améliora seulement avec le Wirtschaftswunder dans les années 1950 qui ramena le taux de chômage à moins de 1 %.
| Zone d'occupation; donnés de déc. 1947 | Réfugiés et expulsés | Pourcentage de la population zonale |
| -------------------------------------- | -------------------- | ----------------------------------- |
| Zone soviétique en Allemagne           | 4 379 000            | 24,3 %                              |
| Zone britannique en Allemagne          | 3 320 000            | 14,5 %                              |
| Zone américaine en Allemagne           | 2 957 000            | 17,7 %                              |
| Zone française en Allemagne            | 60 000               | 1,0 %                               |

En zone d'occupation française, le nombre d'admissions est très faible. Il s'agit des quelques réfugiés arrivés avant juillet 1945 dans cette zone et des quelques expulsés que le gouvernement d'occupation français y accueillit comme originaires des territoires faisant alors partie de sa zone et qui les avaient quitté à l'époque nazie pour des raisons politiques (fuite d'Allemagne avant les persécutions), économiques (migration de main-d'œuvre) ou militaires (évacuation de bombardées sans abri; déploiement de main-d'œuvre dans l'Europe allié avec ou occupé par l'Allemagne). Si l'administration militaire s'occupait des réfugiés et expulsés admis, elle tenta de refouler les nouveaux arrivants non-originaires de sa zone en provenance de l'Est.
La France n'avait pas participé à la conférence de Potsdam et se sentait donc libre d'appliquer les dispositions qu'elle souhaitait. Elle maintenait sa position selon laquelle elle n'avait pas approuvé les expulsions et par conséquent n'était pas responsable du relogement et de l'approvisionnement des expulsés démunis laissés sans ressources après le nettoyage ethnique et la réorganisation de l'Est. Leurs biens confisqués avaient été redistribués par les nouveaux dirigeants à l'est, gagnant la popularité et la loyauté de ceux qui en bénéficiaient.
La Grande-Bretagne et les États-Unis protestèrent contre les actions françaises, mais n'avaient aucun moyen de forcer la France à appliquer la politique d'expulsion décidée à Potsdam. La France continua de distinguer clairement les réfugiés de guerre et les expulsés de l'après-guerre. En décembre 1946, elle décida d'accueillir dans sa zone les 250 000 réfugiés allemands se trouvant au Danemark, car ceux-ci avaient été évacués durant la guerre. Ils quittèrent ensuite le Danemark petit à petit jusqu'en 1949. Les Danois de langue maternelle allemande ne furent jamais expulsés. La France sauva ainsi de nombreuses vies compte tenu du fort taux de décès dans les camps danois.
Jusqu'à l'été 1945, les Alliés ne s'étaient pas mis d'accord sur la façon de gérer les expulsés. La France suggéra l'émigration en Amérique du Sud et en Australie et l'implantation des « éléments productifs » en France, tandis que les Soviétiques privilégiaient la réinstallation de millions de réfugiés en Mecklembourg-Poméranie-Occidentale.
Les Soviétiques, qui encourageaient et participaient en partie aux expulsions, ne se préoccupaient pas des conditions de vie des expulsés et demandaient aux Américains et aux Britanniques d'absorber les réfugiés dans leurs zones d'occupation. En contradiction avec les accords de Potsdam, les Soviétiques ne fournirent que peu de ravitaillement aux expulsés. À Potsdam, il fut accepté que 15 % des équipements industriels de la zone occidentale, en particulier dans le domaine sidérurgique et chimique, seraient transférés à l'Union soviétique en échange de produits alimentaires, de charbon, de potasse (pour la production d'engrais), de bois et de pétrole. Les livraisons occidentales commencèrent en 1946, mais les livraisons soviétiques, désespérément nécessaires pour ravitailler les réfugiés et relancer la production agricole, ne se réalisèrent pas. Par conséquent, les États-Unis stoppèrent leurs livraisons le 3 mai 1946, tandis que les réfugiés de la zone soviétique étaient déportés à l'Ouest jusqu'à la fin 1947.

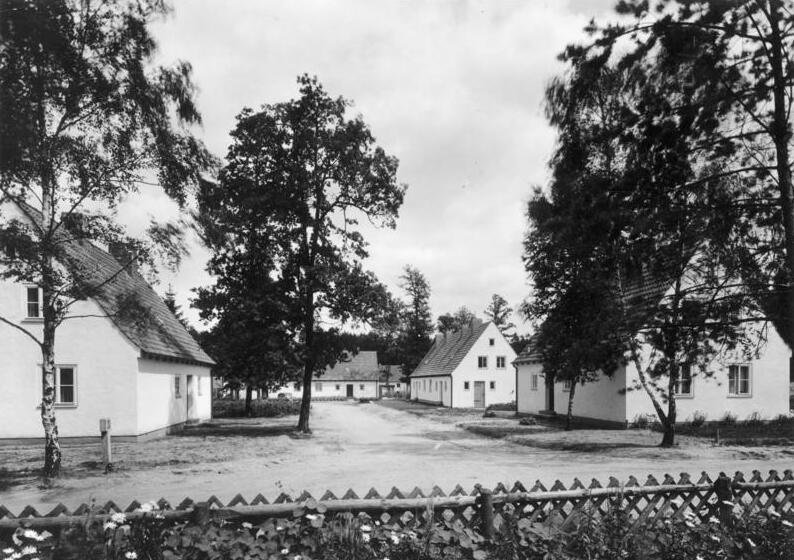
Camp de réfugiés à Espelkamp, 1945

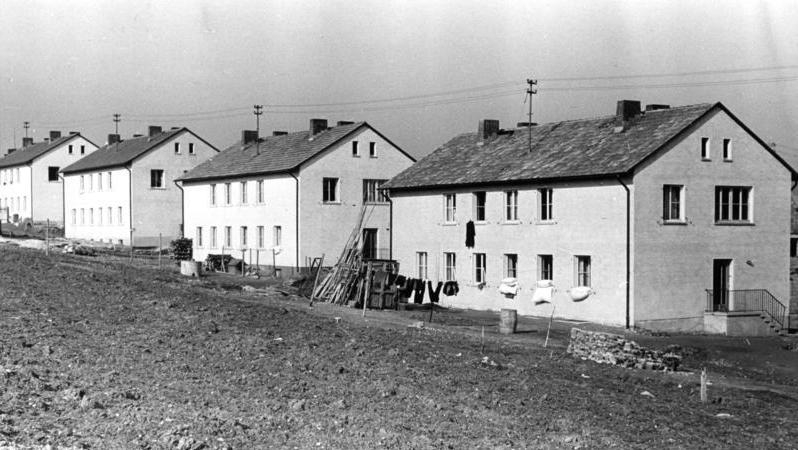
Camp de réfugiés à Taunusstein, 1952.

Dans les zones britanniques et américaines, la situation s'aggrava considérablement, particulièrement dans la zone britannique. Du fait de sa localisation sur la mer du Nord et sur la mer Baltique, un grand nombre de réfugiés arrivèrent par mer et les rations déjà modestes durent être réduites d'un tiers en mars 1946. À Hambourg par exemple, la surface de logement disponible par personne déjà réduite par les bombardements aériens de 13,6 m2 en 1939 à 8,3 m2 en 1945 fut encore réduite à 5,4 m2 du fait de l'arrivée massive de réfugiés. En mai 1947, les syndicats de Hambourg organisèrent des grèves contre la faiblesse des rations et les manifestants se plaignaient de l'arrivée rapide des expulsés.
Les États-Unis durent importer de la nourriture dans leurs zones et le Royaume-Uni financièrement épuisé et dépendant des importations alimentaires dut contracter un nouvel emprunt auprès des États-Unis pour financer l'acheminement de produits alimentaires en Allemagne. Les Alliés se tournèrent vers une politique d'« assimilation », considérée comme la meilleure façon de stabiliser l'Allemagne et d'empêcher la création d'une population marginalisée qui pourrait se révolter.

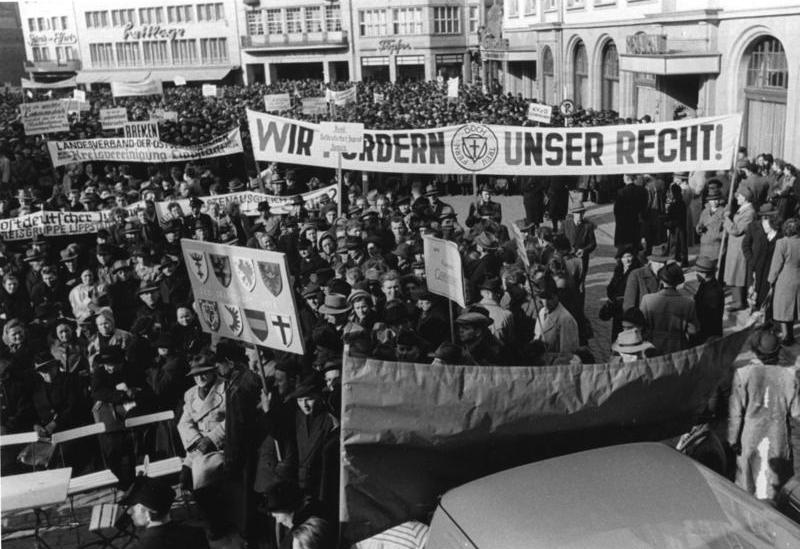
Manifestation d'expulsés à Bonn, capitale de l'Allemagne de l'Ouest 1951.

La nouvelle constitution allemande (Grundgesetz) du 8 mai 1949 donna automatiquement la citoyenneté allemande aux expulsés qui possédaient autrefois la nationalité polonaise, tchécoslovaque, hongroise, yougoslave, roumaine, etc. Après la fondation de la République fédérale allemande, le gouvernement fédéral organisa la réinstallation de centaines de milliers de réfugiés et expulsés des anciennes zones des britanniques et des américains vers localités dans l'ancienne zone française dans un effort pour équilibrer le cantonnement dans les quartiers étroits allemands.
La loi du 24 août 1952, inspirée par une loi finlandaise de 1940 concernant l'expulsion d'un demi million de Finlandais par les Soviétiques, fut destinée à améliorer la situation économique des expulsés. La loi, nommée Lastenausgleichsgesetz ou loi sur l'équilibrage des fardeaux de la guerre et de l'occupation garantissait une compensation financière partielle payée en plusieurs fois au fil des ans (Le fonds de compensation a été liquidé en 2004.) et la notification officielle du montant total à recevoir à l'avenir servit de garantie lors de la souscription du prêts pour les expulsés ; la perte de leurs possessions fut estimée à 299,6 milliards de deutschemarks. Des organisations furent créées pour faciliter l'intégration des expulsés dans la société allemande d'après-guerre tandis qu'à l'Est, de telles organisations étaient interdites. La plus importante, encore active aujourd'hui, est la Fédération des expulsés (allemand : Bund der Vertriebenen (BdV)). Il s'agit d'une association à but non lucratif créée pour représenter les intérêts des Allemands chassés de leur région d'origine à l'Est de l'Europe. Elle représente les expulsés allemands et leurs descendants soit actuellement environ 15 millions de personnes. Son actuel[Quand ?] président est Bernd Fabritius, membre de la CSU.

## Raisons et justifications pour les expulsions
Étant donné l'histoire complexe des régions affectées et les intérêts divergents des puissances alliées, il est difficile de donner une liste définitive des motifs d'expulsions. Le paragraphe des accords de Potsdam à ce sujet est assez vague : « Les trois gouvernements, après avoir considéré la question sous tous les aspects, reconnaissent que le transfert vers l'Allemagne des populations allemandes restantes en Pologne, en Tchécoslovaquie et en Hongrie doit être entrepris. Ils s'accordent sur le fait que ces transferts devront se faire de manière ordonnée et humaine ». Les principales raisons sont :
- un désir de créer des nations homogènes : C'est la raison principale selon de nombreux historiens[132],[133],[134],[135],[136],[137] ;
- la vue des minorités allemandes comme une source potentielle de troubles : Les Soviétiques et les administrations communistes du bloc de l'Est considéraient les minorités allemandes restantes comme une potentielle cinquième colonne qui pourrait interférer avec la soviétisation de ces pays[138]. En général, les alliés occidentaux espéraient obtenir une paix plus durable en éliminant les minorités allemandes, qui selon eux, devait se faire de façon humaine[132],[139] ;
- la punition des Allemands[132],[134],[137],[140] ; les alliés déclarèrent les Allemands collectivement responsables des atrocités nazies[139],[141],[142],[143] ;
- les considérations politiques soviétiques. Staline a vu dans les expulsions un moyen de créer de l'antagonisme entre les pays satellites de l'Union soviétique et leurs voisins. Ces États auraient alors besoin de la protection de l'URSS[144].

### Désir de créer des États ethniquement homogènes

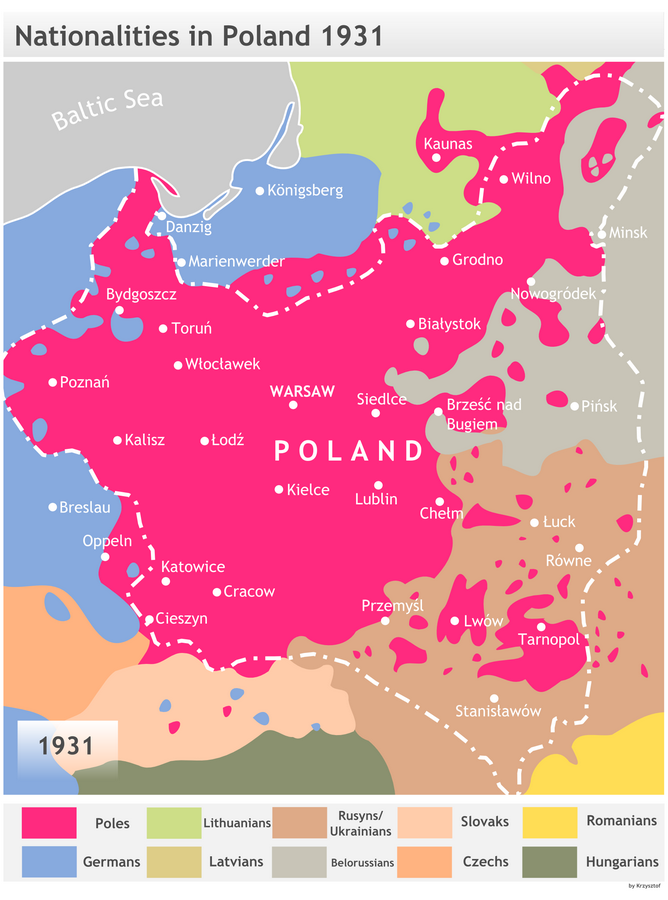
Nationalités majoritaires en Pologne vers 1931 d'après l'historien polonais Henryk Zieliński.

La création de nations ethniquement homogènes en Europe centrale et orientale fut présentée comme la raison principale des décisions de Potsdam et des expulsions qui suivirent. Le principe selon lequel toute nation doit habiter son propre État-nation a donné lieu à une série d'expulsions et de réinstallation des Allemands, des Polonais, des Ukrainiens et d'autres nationalités qui, après la guerre se sont retrouvés en dehors de leurs pays d'origine. Les échanges de populations entre la Turquie et la Grèce ont apporté de la légitimation à ce concept. Churchill cita l'opération comme un succès dans un discours concernant les expulsions d'Allemands,.
Dès le 9 septembre 1944, le dirigeant soviétique Khrouchtchev et le Polonais communiste Osóbka-Morawski du Comité polonais de libération nationale signèrent un traité à Lublin sur les échanges de populations ukrainiennes et polonaises vivant du « mauvais côté » de la ligne Curzon. La plupart des 2,1 millions de Polonais expulsés de Kresy annexé par les Soviétiques furent réimplantés dans les nouveaux territoires polonais à l'ouest. Le Tchécoslovaque Edvard Beneš, dans les décrets Beneš du 19 mai 1945, qualifie les Hongrois et les Allemands de « traîtres à la patrie », ouvrant la voie aux expulsions et aux confiscations.

### Minorités allemandes en tant que source potentielle de troubles

#### Méfiance et hostilité

Votes pour le parti nazi lors des élections législatives de 1933.

Une des raisons données par Staline pour les transferts de populations allemandes des territoires de l'est de l'Allemagne fut que ces régions étaient des places fortes du mouvement nazi. Cependant, ni Staline ni les partisans de cet argument n'exigeaient que l'on vérifie les orientations politiques ni les activités des expulsés. Même dans les rares cas où cela arriva, les expulsés qui démontrèrent leur rôle de suiveurs, d'opposants ou même de victimes du régime nazi furent rarement épargnés par les expulsions. La propagande communiste polonaise utilisait et manipulait la haine des Allemands pour intensifier les expulsions.
Avec des communautés allemandes vivant à l'intérieur des frontières avant-guerre de la Pologne, il y avait une peur de la déloyauté des Allemands en Poméranie orientale et en Silésie du fait des activités nazies durant la guerre. Créée sur ordre d'Heinrich Himmler, une organisation appelée Selbstschutz composée d'Allemands polonais fut créée pour participer à l’Intelligenzaktion. Cette opération visait à liquider l'élite polonaise et les Allemands agirent en soutien des autorités militaires et de la police en identifiant les personnalités à exécuter. Pour les Polonais, les expulsions des Allemands étaient vues comme un moyen d'éviter que de tels événements ne se reproduisent dans le futur et les autorités polonaises en exil proposèrent le transfert des Allemands dès 1941.

#### Prévention des violences ethniques
Les participants à la conférence de Potsdam avancèrent que les expulsions étaient le seul moyen de mettre un terme à la violence ethnique. Comme Winston Churchill le déclara en 1944 à la Chambre des communes, « L'expulsion est la méthode qui, d'après ce que nous en savons, sera la plus satisfaisante et durable. Il n'y aura plus de mélange de population causant des troubles sans fin … Nous devons faire table rase. Je ne suis pas inquiété par ces transferts qui sont parfaitement possibles dans les conditions actuelles ». De ce point de vue, cette politique a atteint son objectif : les frontières de 1945 sont stables et les conflits ethniques ont quasiment disparu.

### Vengeance après l'occupation et les crimes nazis

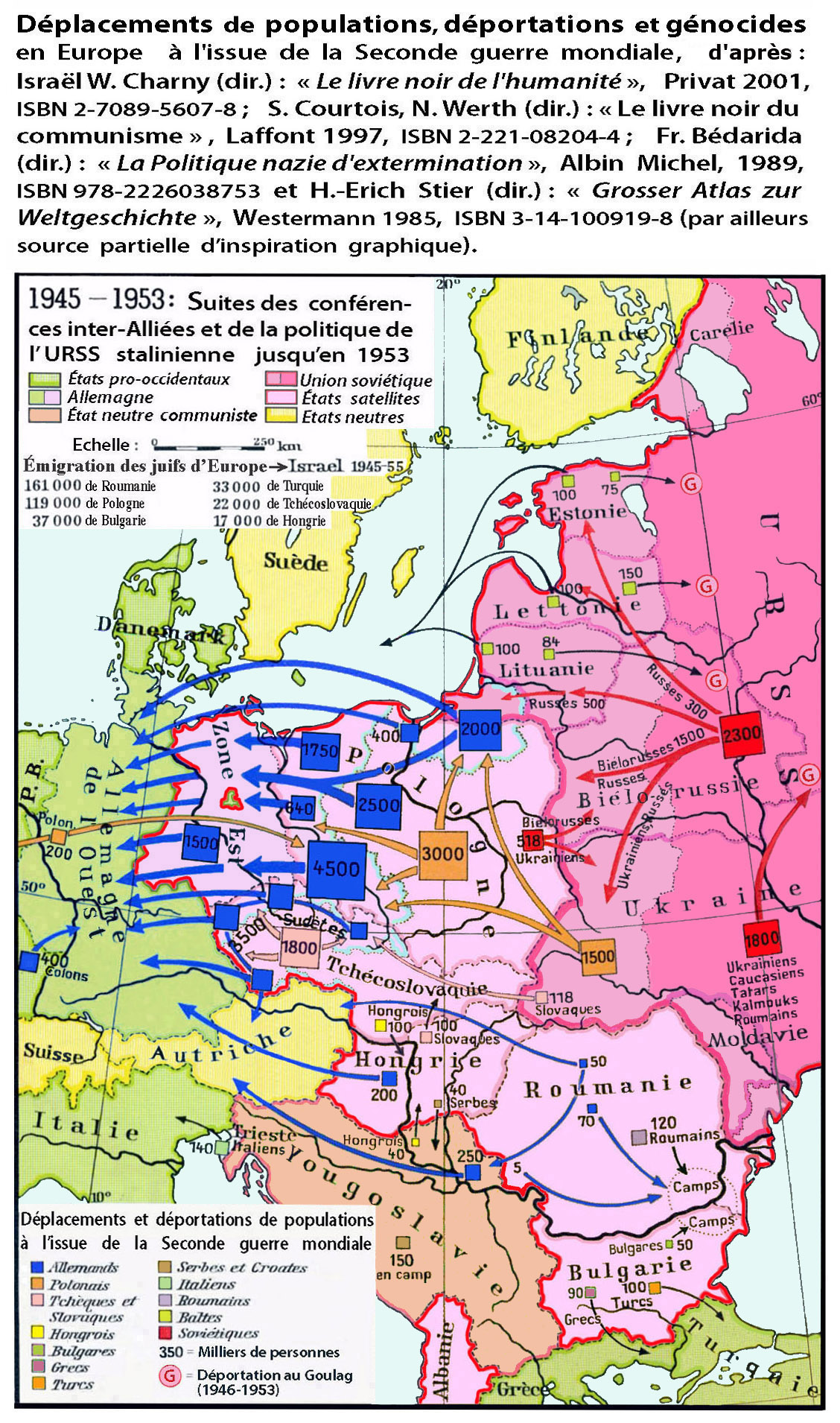
L'expulsion des Allemands parmi les conséquences territoriales et démographiques des changements actés en Europe orientale par les conférences inter-alliées de Moscou (1944), Yalta et Potsdam (1945).

Les expulsions ont également été provoquées par esprit de vengeance, vue la manière brutale dont les Allemands avaient traité les populations civiles, notamment slaves, durant la guerre,. Le président tchécoslovaque Edvard Beneš, dans un discours du 28 octobre 1945, justifia les expulsions en déclarant que la majorité des Allemands avait agi en soutien total à Hitler. Durant une cérémonie de commémoration du massacre de Lidice, il accusa les Allemands d'avoir applaudi les actions de l'État allemand. En Pologne et en Tchécoslovaquie, des journaux, des tracts et des politiques de tout l'échiquier politique demandaient une compensation pour les activités militaires allemandes durant la guerre,. La responsabilité de la population allemande dans ces crimes commis en son nom fut également avancée par les officiers de la fin et de l'après-guerre. Karol Świerczewski, général de l'Armée rouge, commandant de la 2e Armée polonaise ordonna à ses soldats d’« agir contre les Allemands de la même manière qu'ils avaient agi contre nous, alors ils vont fuir par leurs propres moyens et grâce à Dieu, ils auront la vie sauve ». En Pologne, qui avait perdu 6 millions d'habitants dont son élite et la quasi-totalité des juifs, les Allemands furent vus comme des nazis qui devaient être collectivement punis pour leurs actes passés

### Considérations politiques soviétiques
Staline, qui par le passé avait ordonné de nombreux transferts de populations en Union soviétique, soutenait fortement les expulsions qui avantageraient l'URSS de plusieurs manières. Les États satellites ressentiraient à présent le besoin d'être protégés par les Soviétiques contre la colère allemande. Les biens abandonnés par les expulsés en Pologne et en Tchécoslovaquie furent utilisés pour récompenser les nouveaux gouvernements et le soutien aux communistes était particulièrement fort dans les zones d'expulsion. Les colons de ces territoires accueillirent les opportunités offertes par leurs sols fertiles et par les entreprises et habitations désertées, ce qui accrut leur loyauté.

## Héritage des expulsions
Avec au moins 12 millions,,, d'Allemands directement touchés voire 14 millions,, ou plus, il s'agit du plus grand mouvement ou transfert d'une unique population de l'époque contemporaine,,, et le plus grand parmi les transferts de populations qui suivirent la fin de la guerre (qui touchèrent plus de 20 millions de personnes au total).
Le nombre exact d'Allemands expulsés après la guerre est encore inconnu, de même que le nombre de morts dues à ces expulsions.
Les recensements vers 1950, après la fin des expulsions massives, rapportent qu'environ 2,6 millions d'Allemands vivaient encore en Europe de l'Est, soit 12 % de la population d'avant-guerre.
Les expulsions sont communément qualifiées de transferts de population, ou de nettoyage ethnique. Selon Rudolph Joseph Rummel, il s'agit de « démocide », et certaines vont jusqu'à parler de génocide.
Les expulsions provoquèrent des bouleversements sociaux dans les zones d'accueil qui durent fournir un logement et un emploi à ces réfugiés. L'Allemagne de l'Ouest mit en place un ministère consacré à ce problème et de nombreuses lois furent votées pour fournir un cadre légal. Les expulsés créèrent de nombreuses organisations dont certaines demandaient des compensations. Leurs demandes, parfois controversées, furent intégrés au débat public. La dislocation de l'Union soviétique et la réunification allemande ouvrirent la voie à une réévaluation des expulsions à la fois dans les milieux intellectuels et politiques. Un facteur déterminant dans le caractère permanent de la question est la forte proportion de citoyens allemands expulsés et descendants d'expulsés qui se monte à 20 % en 2000.

### Relations germano-polonaises
En Pologne, l'Institut de la mémoire nationale a été fondé en 1990. Son rôle est d'enquêter sur les crimes du passé sans se préoccuper de la nationalité des victimes ou des bourreaux. En Pologne, les crimes motivés par la nationalité des victimes ne peuvent pas être prescrits. Dans certains cas, les crimes commis contre des Allemands furent examinés.
Les tentatives de certaines organisations allemandes pour construire un centre contre les expulsions dédié aux expulsés allemands de l'après-guerre, a provoqué de fortes réactions en Pologne, qui considéraient que le centre voulait montrer les Allemands comme des victimes de la guerre qu'ils avaient déclenchée. Une proposition de politiques polonais selon laquelle l'Allemagne devrait plutôt construire un centre pour la mémoire de la souffrance de la nation polonaise, fut rejetée par les politiques allemands qui considéraient que ce sujet avait déjà été traité dans de nombreux centres et musées, contrairement aux expulsions d'Allemands.

#### Reconnaissance de la frontière germano-polonaise
La ligne Oder-Neisse en tant que frontière entre l'Allemagne et la Pologne fut officiellement reconnue par le gouvernement est-allemand lors de la signature des accords de Görlitz en 1950. La frontière fut même appelée « frontière de la paix » par la propagande communiste[réf. nécessaire]. Cette reconnaissance fut initialement considérée comme inacceptable par tous les partis ouest-allemands à l'exception du parti communiste[réf. nécessaire].
À partir des années 1960, cette opposition s'adoucit en particulier au sein du SPD et du FDP. L'un des éléments clé de l'Ostpolitik du chancelier Willy Brandt fut le traité de Varsovie dans lequel l'Allemagne de l'Ouest et la Pologne se sont engagées dans la non-violence et dans l'acceptation d'une frontière de facto, la ligne Oder-Neisse. Le sujet était assez sensible à l'époque, car la Pologne s'inquiétait d'une possible revendication des territoires perdus durant la guerre par un futur gouvernement allemand. Brandt fut vivement critiqué par son opposition conservatrice CDU/CSU au Bundestag. Ils privilégiaient en effet une telle revendication sur les territoires polonais et accusèrent Brandt et son parti d'abandonner les intérêts allemands.
La ligne Oder-Neisse fut formellement acceptée par le traité de Moscou de 1990.

#### Restrictions sur la vente de propriétés aux étrangers
En novembre 2005, Der Spiegel publia un sondage de l'Institut Allensbach selon lequel 61 % des Polonais interrogés croyaient que les Allemands tenteraient de récupérer leurs anciens territoires ou qu'ils demanderaient des réparations,.
Il y a également des inquiétudes sur le fait que de riches descendants d'Allemands expulsés voudraient acheter des terrains dans les territoires qui furent accordés à la Pologne en 1945, et que cela provoquerait une forte montée des prix. Cela amena les Polonais à limiter la vente de propriétés aux étrangers dont les Allemands. 

#### Demandes d'indemnités
À la fin août 2004, un débat houleux eut lieu dans la Diète polonaise sur un projet de loi appelant le gouvernement polonais à exiger le paiement par l'Allemagne de réparations pour les dommages infligés à la Pologne pendant la Seconde Guerre mondiale. La question des réparations fut soulevée en réponse à des procédures légales visant à demander des compensations pour les propriétés abandonnées par les expulsés. Des politiciens polonais ont affirmé que seule une réponse sous la forme de revendications de réparations par la Pologne pourrait supprimer les efforts de certains citoyens allemands et de leurs défenseurs politiques qui tentent de réclamer une indemnité de la part de citoyens polonais dans les procédures civiles. La majorité des Polonais n'ont reçu aucune indemnisation ni de l'Union soviétique ou de l'Allemagne pour les pertes subies pendant la Seconde Guerre mondiale. La Cour européenne des droits de l'homme a déclaré le dossier déposé par une association d'expulsés concernant des réparations comme irrecevable.

### Relations germano-tchèques
Le 25 décembre 1989, Václav Havel, à l'époque candidat à la présidence de la Tchécoslovaquie (il sera élu un jour plus tard), suggéra que son pays devrait s'excuser pour l'expulsion des Allemands après la guerre. Il utilisa alors le mot d'expulsions au lieu de transferts comme cela était alors d'usage,. Le soutien de l'opinion fut plutôt faible et en 1996, un sondage d'opinion montra que 86 % des Tchèques ne soutiendraient pas un parti qui ferait de telles excuses. Par la suite, le président allemand Richard von Weizsäcker s'excusa auprès de la Tchécoslovaquie durant sa visite à Prague en mars 1990, après que Václav Havel eut répété ses excuses en déclarant que les expulsions furent les « erreurs et les péchés de nos pères ». 
Cependant, certains Sudètes expulsés et leurs descendants demandent le retour de leurs anciennes propriétés qui furent confisquées après la guerre. Plusieurs cas de ce type furent étudiés par des tribunaux tchèques. Comme les propriétés confisquées ont de nouveaux propriétaires dont certains y vivent depuis moins de 50 ans, ceux-ci s'inquiètent de possibles réparations et rétrocessions. D'après un sondage de l'institut Allensbach de novembre 2005, 38 % des Tchèques pensent que les Allemands veulent récupérer leurs anciens territoires ou obtenir des réparations.
En octobre 2009, le président tchèque Václav Klaus déclara que la Tchéquie devrait demander une exception de la Charte européenne des droits fondamentaux pour s'assurer que les descendants des Allemands expulsés ne puissent pas faire des demandes de compensations auprès de la République.

#### Reconnaissance des Allemands anti-nazis
En 2005, le premier ministre tchèque Jiří Paroubek annonça une initiative pour attirer l'attention du public et reconnaitre officiellement les actes des Allemands anti-nazis des Sudètes. Bien que cette décision fut bien accueillie par la minorité allemande, les critiques pointèrent que l'initiative se limitait aux anti-nazis qui combattirent activement pour l'État tchécoslovaque mais pas aux anti-nazis en général ou aux non-nazis. Certains attendaient également des réparations pour leur mauvais traitements après la guerre.

#### Statut de la minorité allemande en Tchéquie et en Slovaquie
Il reste environ 40 000 Allemands en Tchéquie. Leur nombre a constamment baissé depuis la Seconde Guerre mondiale. D'après le recensement de 2001, il reste 13 communes ayant plus de 10 % d'Allemands.
La situation en Slovaquie est différente, car le nombre d'Allemands était déjà faible avant la guerre et les Allemands des Carpates furent quasiment tous évacués lors de l'avancée de l'Armée rouge. Seul ceux qui retournèrent en Slovaquie après la guerre furent expulsés en même temps que les Allemands de Tchéquie.

### Minorité allemande en Hongrie
Aujourd'hui, la minorité allemande de Hongrie possède les droits d'une minorité avec des organisations et des écoles en langue allemande,. De nombreux expulsés ont pu visiter leurs anciennes maisons depuis la dislocation du bloc communiste en 1991.

### Minorité allemande en Roumanie
La minorité allemande de Roumanie comptait 36 042 personnes au recensement de 2011. Le président roumain élu en 2014, Klaus Iohannis, est issu de cette communauté qui se compose de germanophones Banatéens, Bucoviniens, de Landlers et surtout de Saxons transylvains. La Constitution reconnaît à cette communauté, comme à 19 autres, le droit à des institutions et des écoles propres, et celui d'envoyer un représentant au parlement à raison d'un député pour 70 000 habitants. Les exilés peuvent se voir restituer leurs anciennes maisons mais la procédure est longue et coûteuse.

### Statut dans les lois internationales
Les lois internationales sur les transferts de populations ont connu une évolution considérable au cours du XXe siècle. Avant la Seconde Guerre mondiale, un grand nombre de transferts de populations furent le résultat de traités bilatéraux et avaient le soutien d'organismes internationaux comme la Société des Nations. Cette situation changea lorsque la Charte du procès de Nuremberg contre les dirigeants nazis déclara que la déportation forcée de populations civiles était à la fois un crime de guerre et un crime contre l'humanité et cette opinion fut progressivement adoptée depuis. La tendance à attribuer des droits aux individus limitait la possibilité des États d'accuser un ensemble de personnes. Cependant, Jean-Marie Henckaerts du CICR explique que les expulsions conduites par les Alliés après la guerre sont la raison pour laquelle le problème des expulsions fut intégré dans la Déclaration universelle des droits de l'homme de 1948 et dans la Convention européenne des droits de l'homme de 1950. Selon lui, si les expulsions furent interdites par Nuremberg, elles furent utilisées par les mêmes puissances comme une « mesure de temps de paix ». Le premier traité international condamnant les expulsions massives est un document du Conseil de l'Europe du 16 septembre 1963 intitulé Protocole No 4 à la Convention pour la protection des droits de l'homme et des libertés fondamentales reconnaissant certains droits et libertés autres que ceux figurant déjà dans la Convention et dans le premier Protocole [sic!], qui établit à l'article 4 : « Les expulsions collectives d'étrangers sont prohibées ». Le protocole entra en vigueur le 2 mai 1968 et en 1995, il était ratifié par 19 États.
Il y a aujourd'hui peu de débats sur le statut des transferts non volontaires de populations : « Là où les transferts de populations était acceptés comme un moyen de résoudre des conflits ethniques, les déplacements forcés sont aujourd'hui considérés comme des violations des lois internationales ». Aucune distinction légale n'est faite entre les transferts dans un seul sens et ceux à double sens.
Bien que les signataires des accords de Potsdam et les pays expulseurs aient considéré ces expulsions comme légales du point de vue du droit international à l'époque, des historiens et des intellectuels avancent que ces expulsions doivent maintenant être considérées comme du nettoyage ethnique en violation des droits de l'homme. Par exemple, Timothy V. Waters argumente dans De la construction légale du nettoyage ethnique que « si des circonstances similaires apparaissent dans le futur, le précédent des expulsions d'Allemands sans recours légal permettrait le nettoyage ethnique d'autres populations ». Dans les années 1970 et 1980, l'avocat formé à l'Université Harvard et historien Alfred de Zayas publia Nemesis at Potsdam et A Terrible Revenge, deux best-sellers en Allemagne. Selon De Zayas, les expulsions furent des crimes de guerre et des crimes contre l'humanité même dans le droit international de l'époque établissant que « les seuls principes applicables étaient ceux des conventions de La Haye et en particulier les articles 42-56 qui limitent les droits des puissances occupantes qui n'ont bien sur pas le droit d'expulser des populations locales et que par conséquent les expulsions étaient en violation flagrante des conventions de la Haye »,,. Elles avaient également violé les principes de Nuremberg.
De nombreux experts des droits de l'homme ont soutenu que toutes les victimes méritent de la compassion et qu'il est inacceptable de hiérarchiser les victimes ou d'appliquer les principes de culpabilité collective à des populations civiles innocentes. Le premier haut commissaire chargé des droits de l'homme à l'ONU, José Ayala Lasso (Équateur) approuva la création d'un Centre contre les expulsions à Berlin. Il reconnut les expulsés allemands comme les victimes de violations grossières des droits de l'homme.

### Sources
- Baziur, Grzegorz. Armia Czerwona na Pomorzu Gdańskim 1945-1947 [Red Army Gdańsk Pomerania 1945-1947], Varsovie, Institut de la mémoire nationale, 2003.  (ISBN 83-89078-19-8)
- Beneš, Z., D. Jančík et al. Facing History: The Evolution of Czech and German Relations in the Czech Provinces, 1848-1948, Prague: Gallery.  (ISBN 80-86010-60-0)
- de Zayas, Alfred-Maurice. Nemesis at Potsdam: The Expulsion of the Germans from the East. Londres, Routledge, 1977.  (ISBN 0-8032-4910-1)
- de Zayas, Alfred-Maurice. A Terrible Revenge: The Ethnic Cleansing of the East European Germans. New York: St. Martin's Press, 1994,  (ISBN 1-4039-7308-3)
- Alfred-Maurice de Zayas. "50 Thesen zur Vertreibung". Munich, 2008.  (ISBN 978-3-9812110-0-9).
- de Zayas, Alfred-Maurice. "Forced Population Transfer" in Max Planck Encyclopedia of Public International Law, Oxford University Press, 2008.
- Alfred-Maurice de Zayas: Die deutschen Vertriebenen. Keine Täter sondern Opfer. Ares Graz, 2006.  (ISBN 3-902475-15-3).
- Alfred-Maurice de Zayas: Heimatrecht ist Menschenrecht. Universitas München, 2001.  (ISBN 3-8004-1416-3).
- Franzel, Emil: Sudetendeutsche Geschichte. Adam Kraft Verlag, Mannheim 1978.  (ISBN 3-8083-1141-X).
- Franzel, Emil: Die Sudetendeutschen. Aufstieg Verlag, Munich, 1980.
- German statistics : Post-war German population movements (Statistical and graphical data illustrating German population movements in the aftermath of the Second World War published in 1966 by the West German Ministry of Refugees and Displaced Persons)
- Glotz, Peter: Die Vertreibung. Ullstein München, 2003.  (ISBN 3-550-07574-X).
- Grau, Karl F. Silesian Inferno, War Crimes of the Red Army on its March into Silesia in 1945, Valley Forge, PA: The Landpost Press, 1992.  (ISBN 1-880881-09-8)
- Jankowiak, Stanisław. Wysiedlenie i emigracja ludności niemieckiej w polityce władz polskich w latach 1945-1970 [Expulsion and emigration of German population in the policies of Polish authorities in 1945-1970], Warszawa: Institut de la mémoire nationale, 2005.  (ISBN 83-89078-80-5)
- Kleineberg A., Marx Ch., Knobloch E., Lelgemann D.: Germania und die Insel Thule. Die Entschlüsselung von Ptolemaios: "Atlas der Oikumene". Wissenschaftliche Buchgesellschaft, 2010.
- Meixner, Rudolf: Geschichte der Sudetendeutschen. Helmut Preußler Verlag, Nuremberg, 1988
- Naimark, Norman M. The Russians in Germany: A History of the Soviet Zone of Occupation, 1945-1949, Harvard University Press, 1995.  (ISBN 0-674-78405-7)
- Naimark, Norman M.: Fires of Hatred. Ethnic Cleansing in Twentieth - Century Europe. Cambridge, Harvard University Press, 2001.
- Overy, Richard. The Penguin Historical Atlas of the Third Reich, Penguin Books, London, 1996.  (ISBN 0-14-051330-2). In particular, p. 111.
- Podlasek, Maria. Wypędzenie Niemców z terenów na wschód od Odry i Nysy Łużyckiej, Warszawa: Wydawnictwo Polsko-Niemieckie, 1995.  (ISBN 8386653000)
- Prauser, Steffen and Arfon Rees (eds.). The Expulsion of 'German' Communities from Eastern Europe at the end of the Second World War, (EUI Working Paper HEC No. 2004/1) Florence: European University Institute.
- Reichling, Gerhard. Die deutschen Vertriebenen in Zahlen, 1986.  (ISBN 3-88557-046-7)
- Truman Presidential Library: Marshal Plan Documents
- Zybura, Marek. Niemcy w Polsce [Allemands en Pologne], Wrocław: Wydawnictwo Dolnośląskie, 2004.  (ISBN 83-7384-171-7)

### Pour approfondir
- Artico, Davide. Terre Riconquistate: Degermanizzazione e polonizzazione della Bassa Slesia dopo la II Guerra Mondiale, Alessandria: Edizioni dell'Orso, 2006.  (ISBN 88-7694-886-4)
- Bacque, James. Crimes and Mercies: The Fate of German Civilians under Allied Occupation 1944-1950, Londres, 1997.  (ISBN 0-316-64070-0)
- Barnouw, Dagmar. The War in the Empty Air. Indiana University Press, 2005.  (ISBN 0-253-34651-7).
- Baziur, Grzegorz. Armia Czerwona na Pomorzu Gdańskim 1945-1947 Warszawa: IPN, 2003.  (ISBN 83-89078-19-8)
- Botting, Douglas The Aftermath: Europe, Virginia: Time-Life Books, 1983.  (ISBN 0-8094-3411-3)
- Brumlik, Micha Wer Sturm sät. Die Vertreibung der Deutschen, Berlin: Aufbau, 2005
- Davies, Norman. God's Playground, 2 vol., New York: Columbia Univ. Press, 1982.  (ISBN 0-231-05353-3) and  (ISBN 0-231-05351-7).
- Franzel, Emil : Die Sudetendeutschen. Aufstieg Verlag, Munich, 1980.
- Haffner, Sebastian: Preußen ohne Legende. Goldmann Verlag Stern Bücher, 1981.
- Jankowiak, Stanisław Wysiedlenie i emigracja ludności niemieckiej w polityce władz polskich w latach 1945-1970, Institut de la mémoire nationale, Warszawa, 2005.  (ISBN 83-89078-80-5)
- Koslowski, Peter: Unerlaubte Gegenaggression. Die Vertreibung der Deutschen aus Ostmitteleuropa als naturrechtliches und als pragmatisches Problem,  Frankfurter Allgemeine Zeitung Nr. 211, 11 septembre 2000, p. 10–11.
- Lieberman, Benjamin. Terrible Fate: Ethnic Cleansing in the Making of Modern Europe, 2006.  (ISBN 1566636469 et 978-1566636469).
- Łossowski, Piotr and Bronius Makauskas. Kraje bałtyckie w latach przełomu 1934-1944, Warszawa: Instytut Historii PAN; Fundacja Pogranicze, 2005.  (ISBN 8388909428)
- MacDonogh, Giles. After the Reich: The Brutal History of the Allied Occupation., 2007,  (ISBN 978-0-465-00337-2 et 0-465-00337-0).
- Meixner, Rudolf: Geschichte der Sudetendeutschen. Helmut Preußler Verlag Nürnberg, 1988.  (ISBN 3-921332-97-4).
- Naimark, Norman. Flammender Hass: Ethnische Säuberungen im 20. Jahrhundert, (2004). Version anglaise : Fires of Hatred: Ethnic Cleansing in Twentieth-Century Europe, Harvard University Press, 2001.
- Neary, Brigitte U. and Holle Schneider-Ricks. Voices of Loss and Courage: German Women Recount Their Expulsion from East Central Europe, 1944-1950, Rockport: Picton Press, 2002.  (ISBN 0-89725-435-X)
- Neary, Brigitte U. Frauen und Vertreibung: Zeitzueginnen berichten." Graz, Austria: Ares Verlag, 2008.  (ISBN 978-3-902475-58-9).
- Nitschke, Bernardetta Wysiedlenie ludności niemieckiej z Polski w latach 1945-1949, Zielona Góra, 1999.
- Nuscheler, F. Internationale Migration: Flucht u. Asyl, 2004.
- Owen, Luisa Lang and Charles M. Barber. Casualty of War: A Childhood Remembered (Eastern European Studies, 18), Texas A&M University Press.  (ISBN 1-58544-212-7)
- Prauser, Steffen et Rees, Arfon : The Expulsion of the "German" Communities from Eastern Europe at the End of the Second World War. Florence, Italie, Europe, University Institute, 2004.
- Rudolf Pueschel : Expulsion from Czechoslovakia 1945/46, Mountain View. USA 1999.  (ISBN 0-9663968-2-0).
- Schmachtel, Fritz H. : Benes Dekrete. Gerhard Hess Verlag, Bad Schussenried, 2007.  (ISBN 3-87336-343-7).
- Surminski, A. (ed.). Flucht und Vertreibung: Europa zwischen 1939 u. 1948, 2004. (ISBN 0-8317-1578-2) (ISBN 0-8317-7319-7)
- Vardy, Steven Bela and T. Hunt Tooley (eds.). Ethnic Cleansing in Twentieth Century Europe,  (ISBN 0-88033-995-0) (Ce livre est le résultat de la conférence sur le nettoyage ethnique au XXe siècle tenue à l'université Dusquesne en novembre 2000.)
- von Krockow, Christian. Hour of the Women, Stuttgart: 1988; New York: 1991; London: 1992.  (ISBN 0-571-14320-2)
- Whiting, Charles. The Home Front: Germany, Virginia: Time-Life Books, 1982.  (ISBN 0-8094-3419-9).